# Absztrakt művészet

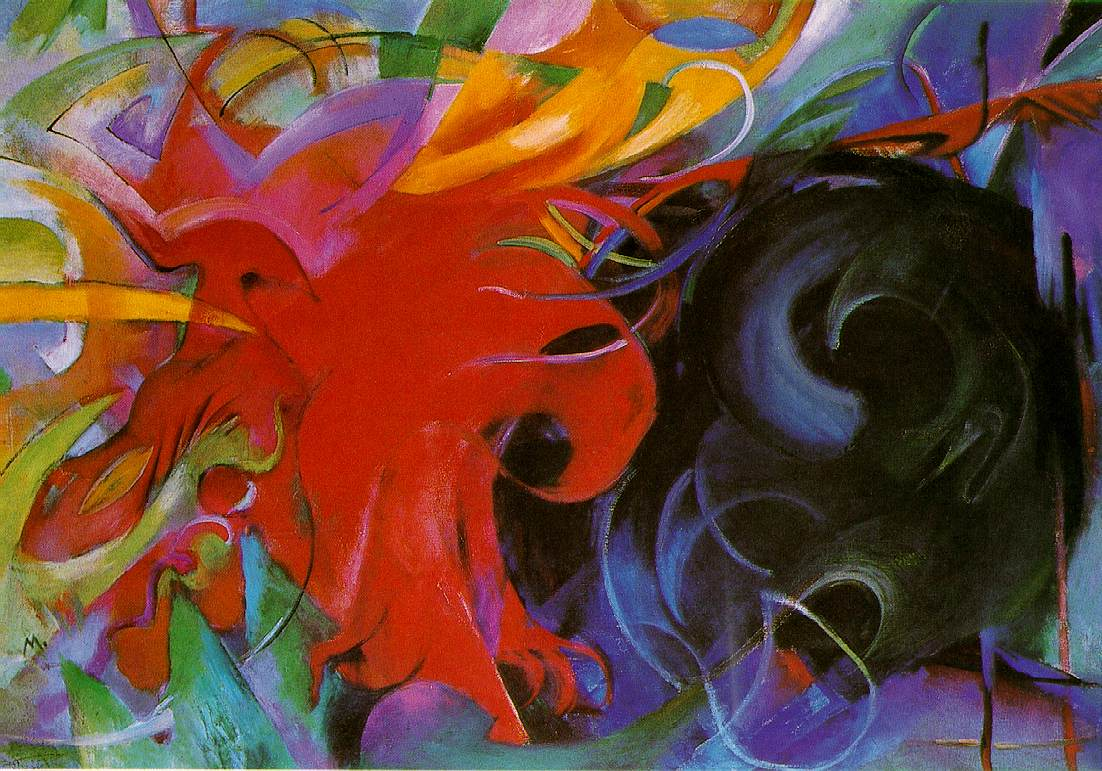
F. Marc: Harcoló formák (1914). Neue Pinakothek, München.

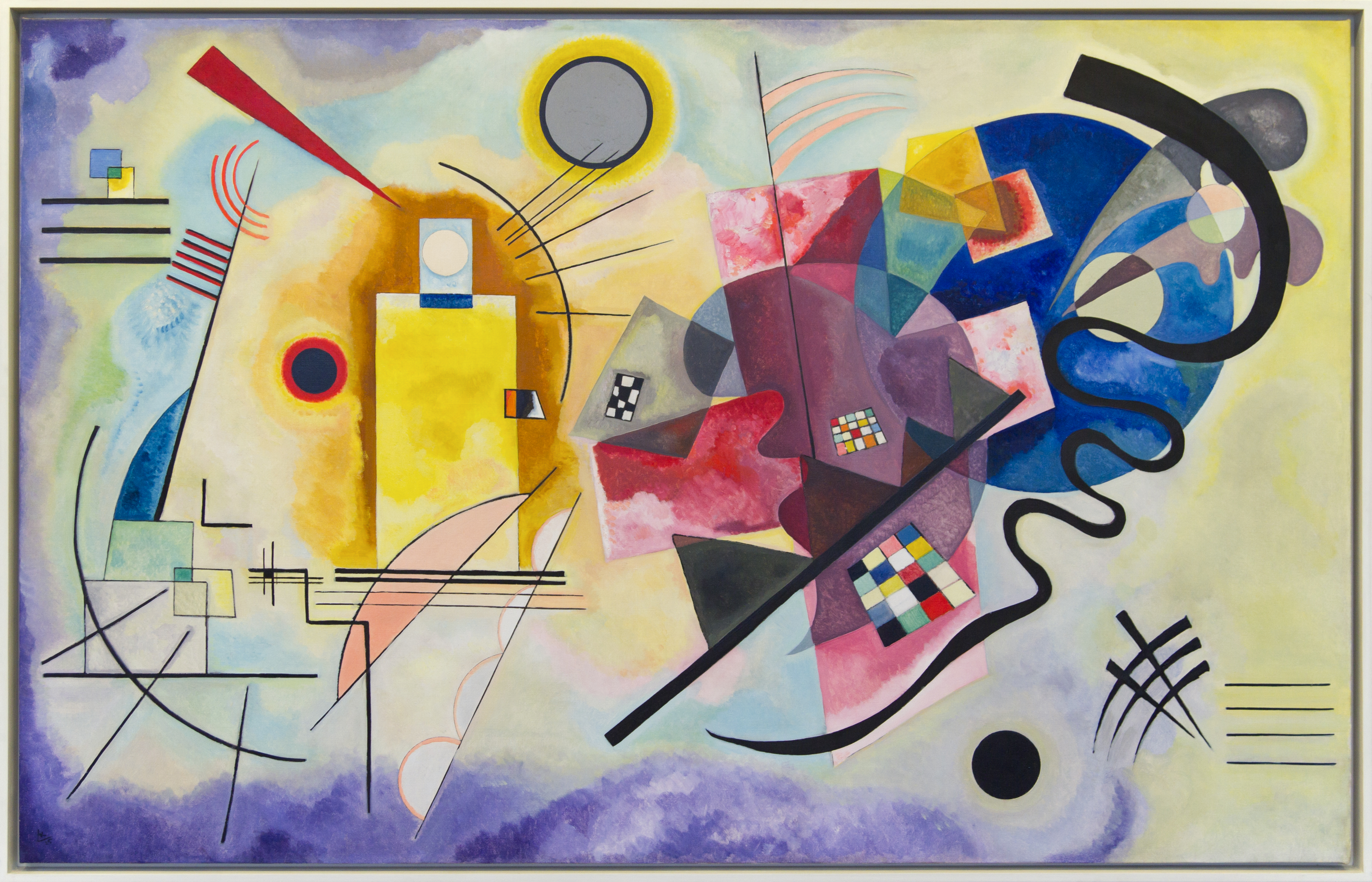
V. V. Kandinszkij: Sárga, vörös, kék (1925)

Az absztrakt művészet vagy nonfiguratív művészet (kevésbé gyakran használt, egyéb elnevezésekkel: nem-objektív művészet, abszolút művészet, konkrét művészet, tárgyatlan művészet) hagyományos meghatározással, a szűkebb értelemben vett valóság- és természetábrázoló jelleget, azaz a valóság tárgyi összefüggéseit és alakjait (mint pl. a tárgyak, élőlények, tájak, tér- és időbeli viszonyok) a műalkotásokból kiküszöbölő és a művészi munkában tudatosan figyelmen kívül hagyó, a hagyományos természetelvű és ábrázoló jellegű művészettel szembehelyezkedő, természeti motívumokra még csak nem is utaló képzőművészeti irányzatok gyűjtőneve. Az „absztrakt” elnevezés a filozófia (azon belül a lételmélet) „absztrakció” szavából eredeztethető.
Szűkebb értelemben véve, absztrakt művészetnek azokat az Európában létrejött, de világszerte elterjedt modern és posztmodern (19. és 20. századi), az avantgárdban gyökerező művészeti irányzatokat és iskolákat nevezzük, melyek fent leírt „tárgyatlan” attitűddel rendelkeznek. Jellemzői - elsősorban a festészetben, szobrászatban és iparművészetben - a geometriai formák, a színek és hasonló (képi) eszközök öncélú, modelltárgyakra nem utaló vagy azokat a végsőkig leegyszerűsítve ábrázoló, a képelemek önálló kölcsönhatását vizsgáló - sokszor módszeresen kutató - használata.
| Az absztrakt (elvont) művészet az első világháború körül kibontakozó s korszakunkban terebélyesedő irányzat, melyet helyesen nonfiguratívnak nevezünk. Ide tartoznak az expresszionizmus, kubizmus, futurizmus stb. szélsőséges alkotásai is. [...] A vonalak, színek, formák minden természeti modelltől független, önálló létét és kölcsönhatását keresi. Az absztrakt művészek a »teremtő alkotás« elvét vallva készítik elvont, logikailag kimunkált, a képi egyensúlyt szem előtt tartó, a vonalak, színek összecsengését vagy ellentétet, feszültséget érzékeltető kompozícióikat. – M. Kiss Pál |

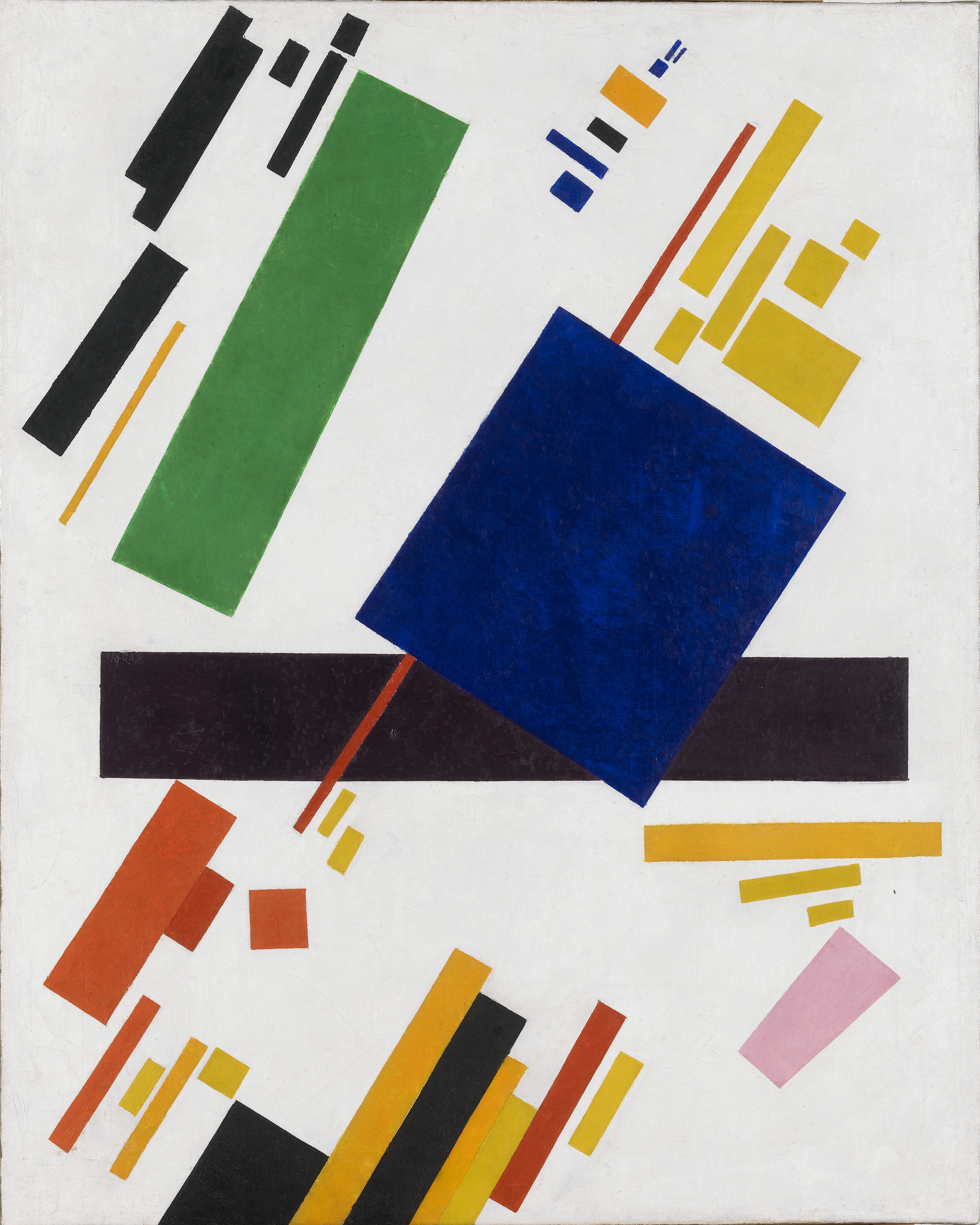
K. Malevics: Szuprematista kompozíció (1916)

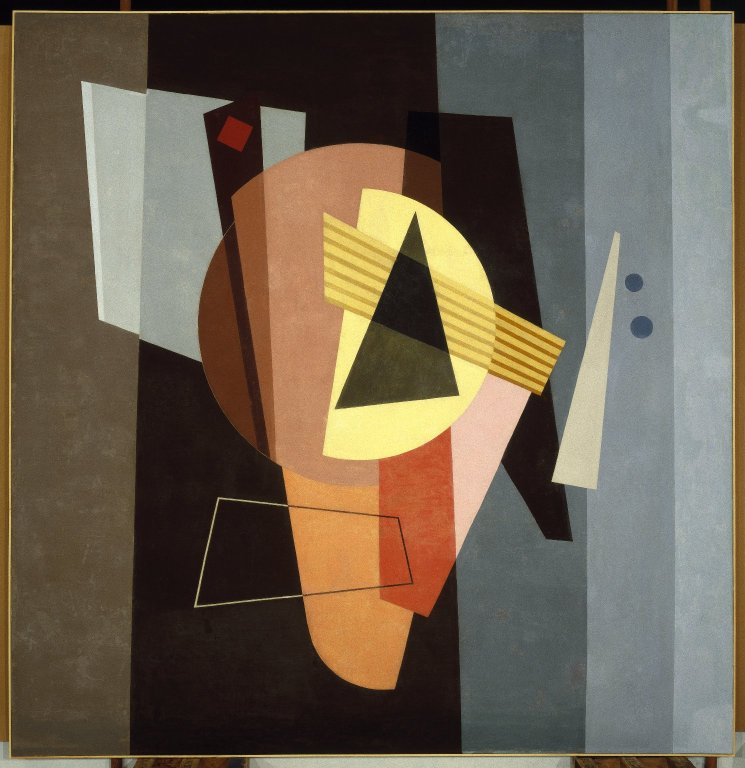
P. Kelpe amerikai nonfiguratív festő képe a brooklini képzőművészeti múzeumban (falfestmény jobb oldali részlete, cím nélkül, 1938 körül)

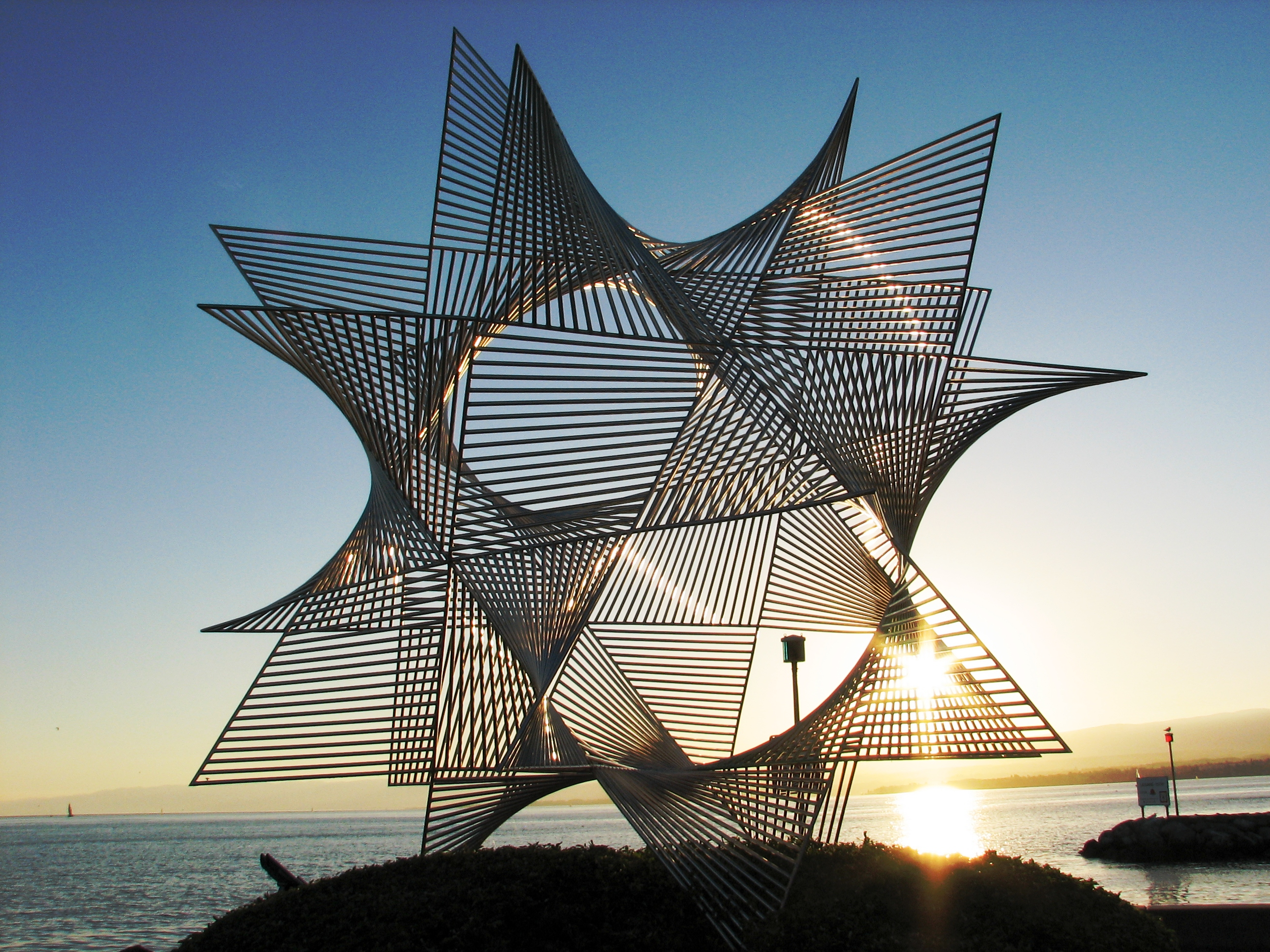
Konstruktivista stílusban készült fém szobor, Ouchy, Svájc

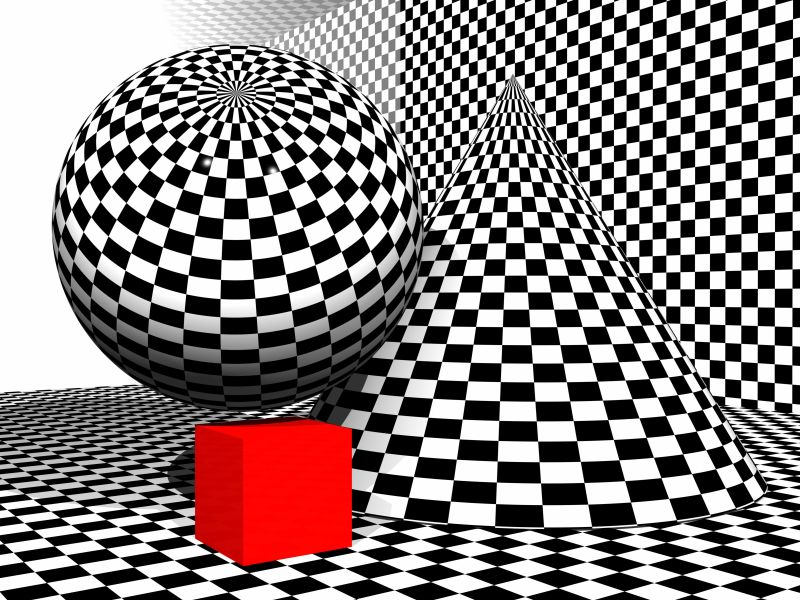
Bagi László: Neo Op-Art (~ 2015)

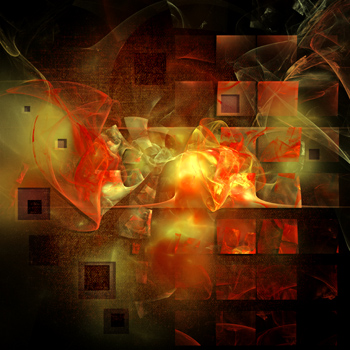
Szlávics Alexa: Színház (~ 2014)

Az absztrakt művész a formákat és színeket önmagukért ábrázolja, és főképp ezek (elvont) összefüggései, hatásai (a szemlélőben kiváltott ösztönös érzések) és kölcsönhatásai (harmónia/diszharmónia) érdekli, nem pedig az, hogy egy „fizikai” tárgyat, illetve egy társadalmi jelenséget ábrázoljon. Az absztrakt művészet ilyen tekintetben a műalkotás-elemek (formák, színek, testek, szavak, mondatok) jelentésének bizonyos mértékű kiküszöbölését, feloldását jelenti: egy absztrakt festő képén egy négyzet nem egy szobafalat vagy ablakot ábrázol, hanem pusztán önmagát.
Természetesen felmerülhet a „miért?” kérdése is - mire jó és kinek jó az elvontság - ami valójában több kérdés, több eszmei dimenzióban is vizsgálható - nemcsak a történelmi feltételeket tekintve, hanem elméleti, világnézeti síkon, és, ettől nehezebben elválaszthatóan, a művészek szubjektív elgondolásait téve mérlegre.
A művészet korábban utánzott: úgy ábrázolta a világot, amilyennek a művész látta. A képek még az elvont, absztrakt gondolatokat és fogalmakat is az ábrázoló festészet eszközeivel jelenítették meg. A bátorságot, a hűséget, vagy az egyetértést is megszemélyesített formában láttatták a nézővel. ... Az absztrakt festészet új és váratlan lehetőségeket kínált. Autonóm lehetett, és nem kellett egy ismert valóságra utalnia. ... Festészeti elemei mindenekelőtt önmagukért valók voltak. Ha egy kék felület többé már nem tengert jelent, és egy vízszintes vonal többé nem a horizontot jelöli, a művészet elveszítheti hasonlat mivoltát, ám ezáltal független és öntudatos lesz ... olyan függetlenségre tesz szert, amellyel korábban nem rendelkezett.

## Definíciós, terminológiai és művészetfilozófiai kérdések

### Etimológia
A latin eredetű „absztrakt” szó és családja a késő középkortól kezdve jelen van az európai nyelvekben, eredeti értelme valamitől való megfosztottságot, eltávolítottságot jelent.
Szótörténeti szempontból hosszú utat járt be, de az a jelentése, amilyen értelemben a művészetelmélet használja (és az európai nyelvekben a legtöbb máig is fennmaradt nyelvréteg - pl. a tudományok szaknyelvei); a metafizika (filozófia / metafizika / lételmélet) absztrakció-fogalmához áll a legközelebb. A rendszeres jelleggel először a középkori skolasztikus filozófiában megjelenő problémakört, tömören fogalmazva az egyedi és általános ellentétét, elsősorban René Descartes, John Locke, majd Immanuel Kant filozófiája tartotta életben addig, mígnem a tizenkilencedik században a matematikusok, a természettudósok és a társadalomtudósok is elkezdték felismerni a fogalom és a belőle származó számos probléma jelentőségét. „Útközben” a számos más filozófiai szakszóval is jelölt fogalom elnyerte a máig használt absztrakció nevet.
Dióhéjban, a konkrét dolgok a térben és időben korlátolt, de objektív (az emberek tudatától, észlelésétől független) módon létező, egyedi jellegű tárgyak és más jelenségek (pl. érzetek, történések, állapotok), míg az absztrakt dolgok az elme által alkotott vagy regisztrált általános fogalmak, melyek, ha egyáltalán léteznek valamilyen értelemben, akkor ezt vélhetően a téren és időn kívül teszik. A nonfiguratív művészetet a tradicionális művészetfelfogás szerint nem érdeklik a konkrét, egyedi és a térben és időben adott helyen megtalálható tárgyak - tehát absztrakt. Az elnevezés annyiban is találó - és ez vélhetően tovább segítette a rögzülését - hogy a nonfiguratív művészet, illetve az ezt megelőző avantgarde közismertebb (több botrányt okozó) „konstruktivista” vagy „geometrikus” irányzatai általában a matematika elvont geometriai alakzatainak ábrázolására építenek, azaz absztrakt idomokat „ábrázolnak” (négyzeteket, köröket, egyeneseket).
A művészetekkel kapcsolatba hozható módon az „absztrakt” megnevezés már az 1800-as évek második felétől kezdve dokumentálhatóan felbukkan, eleinte a túlságosan intellektuális, elméletieskedő műalkotások megjelöléseként. A jelenlegihez közelálló értelmében, több más szerző mellett, már Charles Baudelaire is használta egy esszéjében (1868), olyan gondolatokat megfogalmazva, amik pár évvel később az impresszionista festők elméleti nyilatkozataiban is feltűnnek: „A természetben nincsenek vonalak és színek. Ezek emberi alkotások. Mindük: absztrakció ...”

### Egyéb elnevezések
Minden festészeti stílus egyúttal absztrakció is. Valójában az ábrázoló festészet sohasem képes az önállóságra: a valóságból leszűrt kitaláció marad, amely utal a valóságra és megkísérli ábrázolni azt - az ábrázoló festészet azonban sosem lehet maga a valóság. ... A valóságban minden festett valóságábrázolás egy természetbeli mintáról készített illusztráció, és ezért egyidejűleg a minta absztrakciója is. Már azáltal, hogy a festészet háromdimenziós mintákat vetít sík felületre, szükségszerűen megváltoztatja és elidegeníti ezeket a mintákat. A tárgy nélküli festészet kerüli a dimenzió effajta szűkítését ...
Az „absztrakt művészet” meglehetősen támadható kifejezés, ugyanis egy közhelynek számító, de cáfolhatatlan művészetelméleti alapvetés szerint minden művészi alkotás előfeltétele az absztrakció. „Az absztrakt művészet ... nem azonos a művészi absztrahálással, ti. minden művészről elmondhatjuk, hogy nemcsak egyszerűen másolja a jelenséget, hanem alakítja is azt.”
Tehát minden művészet bizonyos mértékig absztrakt, nem-absztrakt művészet nem létezik. A szakirodalomban ezért gyakran előfordulnak helyettesítő elnevezések, mint pl. „nonfiguratív művészet”, „nem-ábrázoló művészet”, „tárgy nélküli művészet”, „tárgyatlan művészet”, „nem-objektív művészet”, „abszolút művészet” - azonban ezek sem támadhatatlanok.
A De Stijl-mozgalom bevezetett egy további elnevezést, a „konkrét művészetét”, ami azonban a tradicionalista, a művészet ábrázoló voltát alapfeltevésként tételező művészetszemlélettel éles ellentétben áll. Amennyiben az elméleti kérdésekben járatlanabb „hétköznapi nyelvhasználók” („az utca emberei”) is tradicionalista beállítottságúak, úgy feltételezhető a „konkrét művészet” elnevezés meglehetősen meghökkentő és magyarázatra szoruló volta.

#### „Konkrét művészet”
Könyörgöm, ne értelmezzenek. A dalaim csupán szavakból és hangokból állnak.

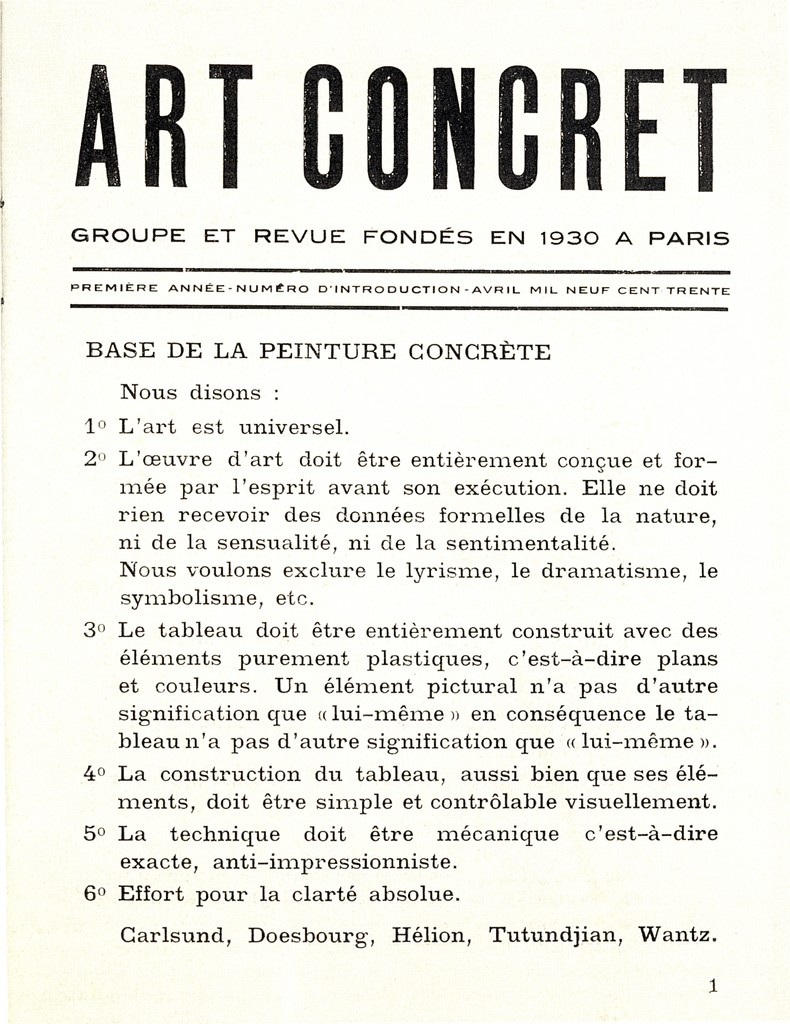
Kiáltvány a Konkrét Művészetről (Theo van Doesburg, 1930 ápr.) - 1. A művészet egyetemes. 2. Bármely műalkotásnak teljesen kialakultnak és megformáltnak kell lennie még megalkotása előtt, és semmit sem tartalmazhat a természet, az érzékelés vagy az érzelmi világ formanyelvéből. Ki kell zárnunk a líraiságot és drámaiságot, a szimbolizmust, és hasonlókat. 3. Egy festményt csak plasztikus elemekből, ti. felületekből és színekből lehetséges összeállítani. A kép egyetlen eleme sem jelenthet többet, mint önmaga, következésképp az egész festmény sem jelenthet többet, mint puszta önmagát. 4. Egy festmény konstrukciójának, és az elemeiének is, egyszerűnek és látványszinten ellenőrizhetőnek kell lennie. 5. A festés technikája legyen mechanikus jellegű, azaz határozott, anti-impresszionisztikus. 6. Kötelező az abszolút tisztaság irányába tett erőfeszítéseket megtenni.

A „konkrét művészet” kifejezés azért szorul magyarázatra, mivel a „konkrét” hagyományosan az „absztrakt” ellenpólusának számít. Egy geometrikus mű, pl. Malevics fekete négyzete olyan értelemben tekinthető konkrétnak, hogy nagy mértékben elvonatkoztat a gondolati tartalmaktól. Tartalmazza ugyan a négyzet gondolatát, de valamilyen alakzat gondolatát tartalmaznia kell (hiszen egy abszolút értelemben véve alaktalan műalkotás ismét csak nem lehet létező). Tehát a gondolati tartalom minimálisra redukálásával olyan mértékben érzéki jelenség (egy konkrét festékfolt, ami szándékosan pusztán egy konkrét festékfoltot jelent; és majdnemhogy semmi más, mint egy konkrét festékfolt), amilyen mértékben ez lehetséges: az érzetadatoknál, gondolati tartalmuktól megfosztva ezeket, nincs konkrétabb jelenség. „Konkrét festészetről beszélünk, nem pedig absztraktról, mert semmi sem konkrétabb, valóságosabb, mint egy vonal, szín, vagy felület.” (Theo van Doesburg) Az elvont, időtől és tértől függetlenül létező geometriai formák általánosságára építő festészet, éppen a gondolatiság és ábrázoló jelleg minimalizmusa miatt, akár az elérhető legkonkrétabb művészetnek is tekinthető - egy bizonyos szemszögből nézve.
A tárgy nélküli festészet ... nem ábrázol, hanem lapos formákból: négyzetekből, négyszögekből, körökből hozza létre kompozícióit. Tekintve, hogy ezek a formaelrendezések viszont nem szerveződnek reprezentatív társulásokba, el kell fogadnunk azt a látszólag paradox eredményt, hogy a feltehetőleg tárgy nélküli ábrázolás a valóságosabb, míg az általában realisztikusként jellemzett ábrázolások mindegyike teljességgel képtelen megszabadulni azon státusától, hogy a valóság absztrakciója.

#### A „nonfiguratív”, „nem-objektív”, „nem-ábrázoló”, „nem valóságábrázoló” kifejezések kritikája
Ezek sem elég pontos elnevezések, hiszen - „a minden művészet absztrakt”-féle posztulátumhoz hasonló, annak ellenpólusát képező, de szintén cáfolhatatlan alapvetés szerint az absztrakt művek is képtelenek csak úgy a "semmit" „ábrázolni” (ez esetben nem létezhetnének), azaz „valamit” mindenképpen „ábrázolnak” (ily módon az absztrakt műveken is lehetnek „figurák” vagy „tárgyak”, csak éppen nem fizikaiak, hanem geometriaiak). Amint ezt már Alfred H. Barr, a New York-i Modern Művészetek Múzeuma első igazgatója is megjegyezte - egy magyar nyelvre nehezen fordítható szójáték keretében: „Az absztrakt jelző olyan helyettesítéseit, mint a »tárgyatlant« vagy a »nonfiguratívot«, sokan helyesebbnek tartják. Ám egy négyzet képmása éppen annyira »tárgy«, meg »ábrázolás« avagy »figura«, mint egy arckép vagy egy tájkép - pontosan abban az értelemben, ahogyan a geometria-tankönyvek nevezik az »A« meg a »B ábrának« azokat az absztrakciókat, amiket tárgyalnak. Ugyanezt a gondolatot Vaszilij Kandinszkij orosz festő kicsit költőiebben öntötte formába:
Nincs olyan forma, nincs semmi a világon, ami semmit sem mond. Gyakran - való igaz - az üzenetét nem fogadja be a lelkünk; akár mert nem önmagában és nem önmagáért jelent valamit, vagy - amint ez valószínűbb - nem a megfelelő helyre érkezett ez az üzenet. Minden komoly munka épp olyan benső zengést hallat, mint a csendesen és méltóságteljesen kimondott szavak: „itt vagyok”!
A „nem-ábrázoló” kifejezés és az absztrakt művészetnek azon kézenfekvő meghatározása, miszerint a „valóságtól” és a „természettől” vonatkoztat el, csak addig tűnik kézenfekvőnek, ameddig megmaradunk a művészetnek és műalkotásnak félig-meddig a hétköznapokban gyökerező „képmás-elvű” (reprodukciós) illetve a huszadik századi nyelvfilozófiában gyökeredző, általánosabb „jelölés-alapú” vagy „helyettesítés-alapú” - reprezentáció-elvű felfogásánál - melyek szerint a műalkotás dolga, értsd: alapfunkciója a „természet” tárgyainak utánzása-másolása illetve - általánosan fogalmazva - „reprezentációja”, helyettesítése (a műalkotások Nelson Goodman amerikai filozófustól eredő reprezentációs elméletének, azaz nyelv- vagy jelrendszerként való elgondolásának az az észrevétel ad alapot, miszerint számos nem-absztrakt műalkotás sem a természet szolgai utánzása - pl. a tipikus óegyiptomi emberalak-ábrázolások, a gyermekrajzok, a stilizált, de figuratív díszítőalkotások, az avantgarde művek stb., nem is beszélve a zenei művekről, melyekre a képmás-elméletek alkalmazása már természetszerűleg szóba sem jöhet). Mélyebb elméleti betekintés után azonban ezek a „reprezentációs” elméletek sem tűnnek feltétlenül nyilvánvalónak, érvelni lehet amellett, hogy valójában a „figuratív” művészetnek sem feltétlenül a valóságábrázolás a lényege, ezért az „absztrakt” és a „figuratív” művészet ilyen alapon való megkülönböztetése is nehézségekbe ütközhet.
A poétika szempontjából nem csak azt kell megkérdeznünk a képektől, hogy mit jelentenek, hanem, hogy mit akarnak, hogy milyen igényeket támasztanak felénk, és hogy ezekre mi hogyan reagálhatunk. Ez persze azt is jelenti, hogy szembenézünk azzal: mi mit akarunk a képektől
Ha a De Stijl mozgalomtól származó „konkrét művészet” kifejezés tartalmát elméleti alapvetésként fogadjuk el - és ezt számos művész és művészetteoretikus megtette, különösen az amerikai „absztrakt expresszionizmus” képviselői - akkor nemcsak az „absztrakt” kifejezés válik támadhatóvá, hanem ennek szokásos szakirodalmi és elméleti helyettesítései is, ebben az esetben ugyanis az absztrakt festmények igenis figuratívak, ábrázolóak, és objektívek, és nagyon is valós tárgyakat „ábrázolnak”, mindössze annyi a különbség, hogy ezek a „tárgyak” már eleve, születésük lényegeként a műalkotási folyamat részei (nincs a művészeten kívül értelmezhető funkciójuk, mint pl. egy háznak, amiről egy tradicionalista festő festhet egy képet): nem a természet és a társadalom alkotta őket, hogy a művész reprezentálhassa, hanem maga a művész.

##### Csak a természeti/fizikai jelenségek és mintázatok létezőek és ábrázolhatóak?
Amennyiben a realizmus-nominalizmus vitában a nominalizmustól lényegesen eltérő álláspontot vallunk - aminek következménye, hogy az absztrakt dolgoknak is valóságos létezést tulajdonítunk, nem csak a fizikai tárgyaknak - akkor a művészi absztrakció olyasfajta meghatározásai, melyek a „valóságábrázolás” és „természetábrázolás” hiányán, kiküszöbölésén alapulnak, szintén elégtelenné válnak. Más úton ugyan, mint a „konkrét művészet” kifejezés hívei és teoretikusai, de arra az eredményre jutunk: a fokozott absztrakción alapuló olyasfajta megközelítések, mint pl. a matematika vagy az elméleti fizika, ide értve az absztrakt művészetet is, semmivel sem kevésbé valóságelvűek, mint pl. a fotografálás.

### Az absztrakció kettőssége

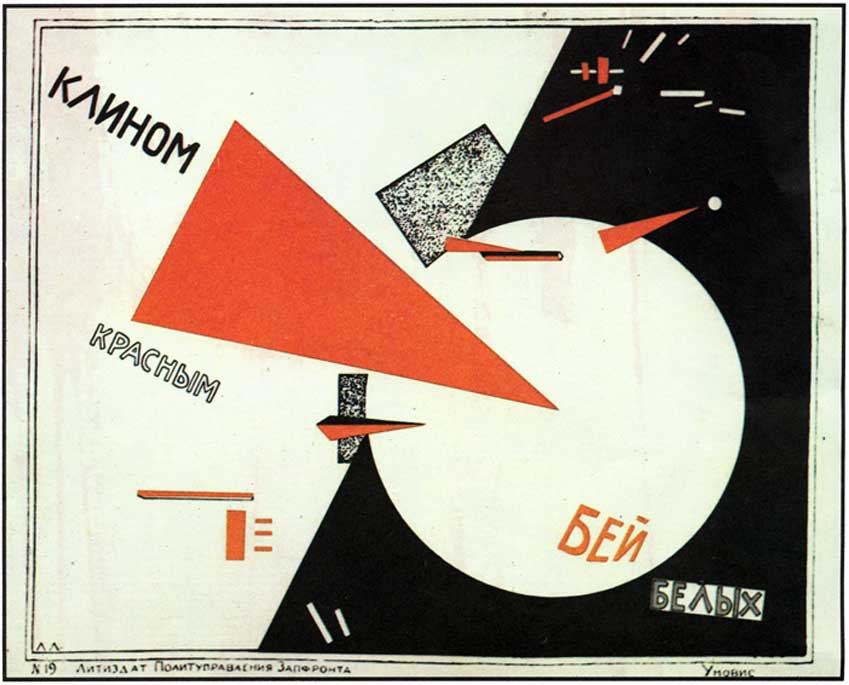
El Liszickij: Üsd a fehéreket a vörös ékkel! (plakátterv, 1919). A megformálásában teljesen absztrakt, konstruktivista jellegű műben geometriai idomok jelképezik a szovjet- orosz területen harcoló vörös és fehér csapatokat, illetve szellemiséget. A műnek ugyanakkor nyilvánvaló, nem tagadott és nagyon is valóságos jelentése, ábrázoló jellege van, konceptuális voltánál fogva így a tiszta absztrakció tartományán kívül helyezkedik el

A terminológiai zavarhoz hozzájárul egy további jelenség, nevezetesen, hogy az absztrakció az alkotófolyamat többféle elkülöníthető elemét is érintheti: egy módszertanilag vagy kinézetre rendkívül geometrikusnak látszó mű lehet szándéka szerint figuratív vagy ábrázoló-közlő jellegű (a kubista és futurista művek jellegzetesen ilyenek), ugyanakkor figurális műveket is lehet absztraktnak tekinteni. E tekintetben meghökkentő példa lehet mondjuk Georg Baselitz, aki figurális, expresszionista jellegű műveket fest, azonban fejjel lefelé fordítva állítja ki őket, elvonatkoztatva ezzel a valós összefüggések egy nagyon fontos részétől, a térbeli helyzet valóságosságától. Még meghökkentőbb példa a huszadik századi magyar festő-grafikus, Kondor Béla, aki többek között a katolikus folyóirat, a Vigilia szerkesztőinek baráti körébe tartozott, és rendszeresen találkozott velük az Építészszövetség pincehelyiségében, számos képet festett angyalokról. Egyszer azonban egy nyilvános kiállításra (1960, Fényes Adolf-terem) szánt egyik, nagyobb méretű angyalképének a Tanácsköztársaság címet adta, az alkotás tartalmát a hagyományosabb elképzelések szerint nemigen reprezentáló címmel nemcsak a Tanácsköztársasággal érthető módon nemigen szimpatizáló vallásos és pap ismerőseit, de a kiállításon szervezkedő hivatalosabb szerveket is megdöbbentve.
Az elvontság érintheti a tartalmat, de érintheti a formát is, sokszor egymástól függetlenül. A tartalmi absztraktság ellentétét általában konceptualizmusnak nevezik (tehát a tartalmilag absztrakt mű önmagán kívül nem akar jelenteni semmit, a konceptuális mű valamilyen fontos mondanivalót, pl. akár aktivista üzenetet is közvetíthet, ennek ellenére formailag rendkívül egyszerűsített is lehet - tipikusan ilyen pl. egy plakát). A formai absztrakció, stilizáltság illetve minimalizmus ellentétét pedig (hiper)realizmusnak vagy naturalizmusnak nevezik (egyik kifejezés sem a legszerencsésebb, mivel más, rokon fogalmakat is jelentenek). Ám egy hiperrealista módszerrel készült kép (formailag konkrét) lehet tartalmilag, motivációs szinten teljesen absztrakt: kézenfekvő példát jelentenek itt az absztrakt fotográfiák - amelyek a geometrikus, plaszticista kompozícióktól sok esetben tulajdonképpen egyedül az előállító eszközben különböznek, de anti-konceptuális mivoltukban csak ritkán.
Mindez azt is jelenti, hogy az absztrakt jelző és különféle pólusokon elhelyezkedő ellentétei (konkrét, konceptuális, figuratív, ábrázoló, stb.) között nincs éles határ, absztrakcióról főként relatív értelemben lehet beszélni. Az A művet lehet absztraktabbnak tekinteni a B-nél, de esetleg bármelyik mű konkrét lehet egy bizonyos szempontból, és nagyon is elvont más szempontból. „Valójában a két kategória [absztrakt és konkrét] között finom átmenetek vannak, és határaik egyáltalán nem olyan világosak, mint ahogy azt a két ellentétes fogalom sugallja. Mindkét megközelítés újra meg újra vizsgálta a festői ábrázolás és absztrakció határait.”

### Elméleti válaszlehetőségek a „miért” kérdésére
Néhány művészeti ágban az absztrakció egészen természetes. A zenében pl. hagyományosan nem a „miért absztrahálunk”, hanem a „miért ne absztrahálnánk” a szokásosabb hozzáállás. A természeti motívumok (zajok) „szolgai” másolásához legközelebb álló olyan zenei áramlatok, mint pl. az ambient, csak a huszadik században kezdtek megszületni. Ide tartoznak még olyan művészeti ágak is, mint pl. a tánc és a dráma. A dráma pl. szakrális eredetű volt, és a műnem ábrázoló volta ellenére az istenek és emberek kölcsönhatását bemutató legkorábbi művek esetében sem az absztraktság, sem a konkrétság jegyei nem értelmezhetőek egy az egyben. Az argentin tangóval szemben sem szokásos felvetni, hogy mit ábrázolnak a táncosok - pl. szélben hajladozó virágokat? vagy a Hold járását? - mert a tánc nem feltétlenül a tárgyábrázolás szükségleteiből alakult ki. 

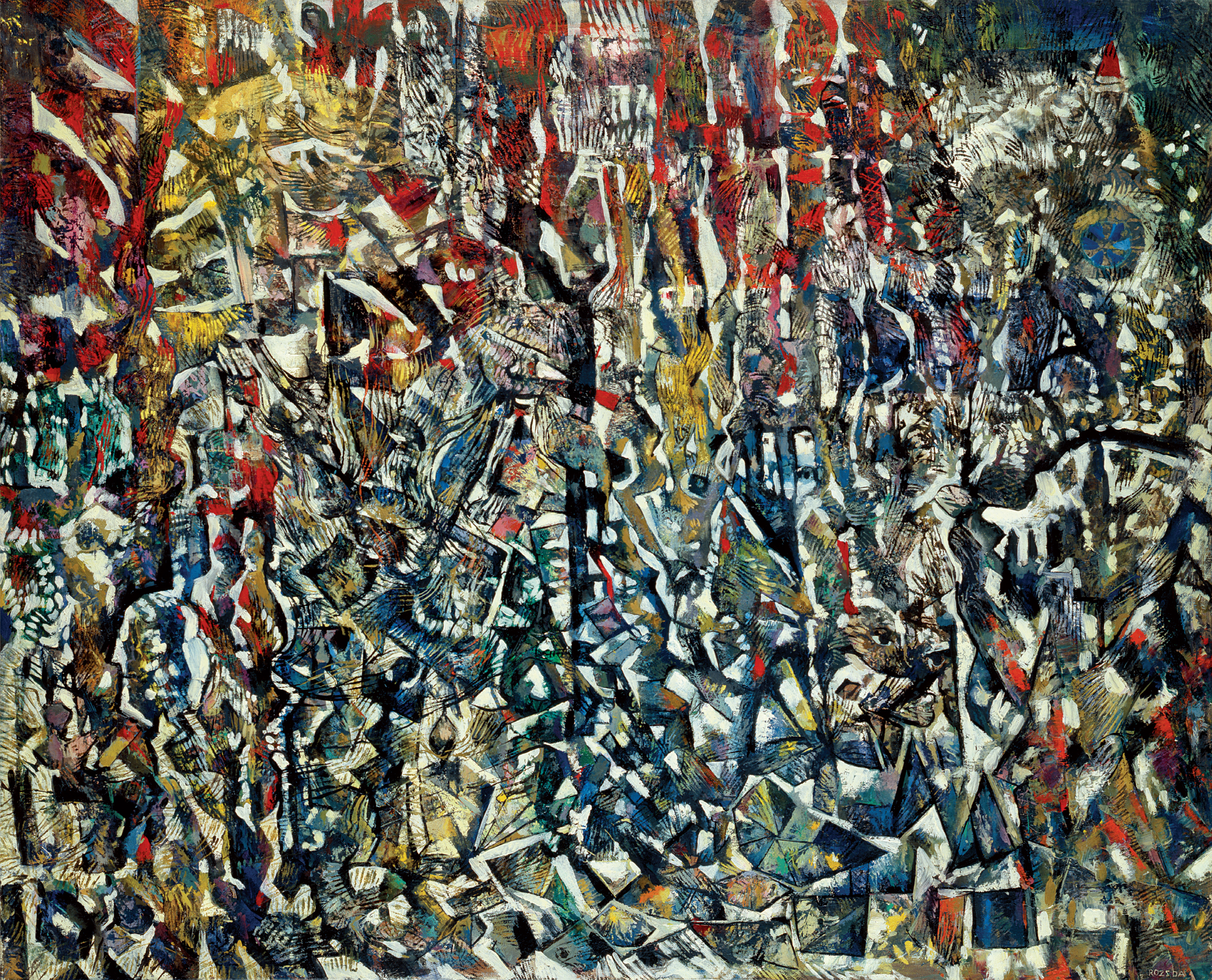
Rozsda Endre: Bábel tornya (1958)

Más a helyzet a képzőművészetekben, ahol már az őskorban született művekkel kapcsolatban is felvethető azok ábrázoló voltának kérdése, és ennek eredményeképp az absztraktság-konkrétság ellentét is vizsgálható. Sokáig a kétféle megközelítés párhuzamosan futott (a bámulnivaló karakterhűséggel festett barlangrajzok egy része pl. sokkal kevésbé absztrahált, mint a Willendorfi Vénusznak nevezett szobor), mígnem - egy meglehetősen elterjedt művészettörténeti felfogás szerint - a reneszánsz idején egyeduralkodóvá vált a képzőművészet tárgyábrázoló, objektív és figuratív jellege. A perspektíva felfedezésével a műalkotások értékmérője Európában egyre inkább a természethűség lett, legalábbis ami a műalkotás formai jegyeit illeti. Ez a folyamat az impresszionizmusban tetőzött.
A huszadik század legelején azonban - egymástól nem teljesen függetlenül - megjelent a „tiszta” absztrakció iránti igény. Ez mind történelmi, mind eszmei szempontból változatos okokra vezethető vissza. Az elvontság és tárgyatlanság iránt való, a művészet története során többlépcsős folyamatban kialakult alkotói érdeklődésnek, elköteleződésnek többféle, a művészek változatos önálló és kollektív ambícióiból, ideológiai, művészetelméleti és módszertani elgondolásaikból levezethető gyökerei lehetnek.
A motivációk teljesen ellentétesek is lehetnek. Például az ortodox családból érkező, vallásos és miszticista beállítottságú Kandinszkijt, az absztrakt festészet atyját, a vallásos-spiritualista teozófiai mozgalommal való megismerkedése egy félig-meddig szakrális jellegű művészi nyelv megalkotására ösztönözte, és az absztrakciót az anyag látszatvilágából való felszabadulásnak, a valóság mélyebb lényege feltárásának tekintette. Egy másik korai orosz absztrakt festő, Kazimir Malevics, a szakralitással semmiféle összefüggésben nem álló, noha szintén miszticista művészetelméletet alkotott. Malevics szerint a történelem során a művészetet ideológiák uralták; „tárgyi-gyakorlati ideológiák”; ezek közé sorolta a vallásokat és a politikai pártokat is, de még a saját szükségletei kielégítéséért küszködő mindennapi, gyakorlati életet is. A művészet önálló organizmus, arra van szüksége, hogy autonómmá váljon, és ehhez a művészet saját világnézetének (amit szuprematizmusnak nevezett el) megalkotására van szükség. Bár nézetei gyakorlatilag semelyik korabeli szocialista vagy kommunista eszmerendszerrel nem egyeztethetőek össze, a társadalom materiális szükségletek általi irányítottságának eszméjében, a „minden csupán ideológia” gondolatában fel lehet ismerni a századfordulón éppen dübörgő materializmus, illetve, halványan, a marxizmus-leninizmus hatását.

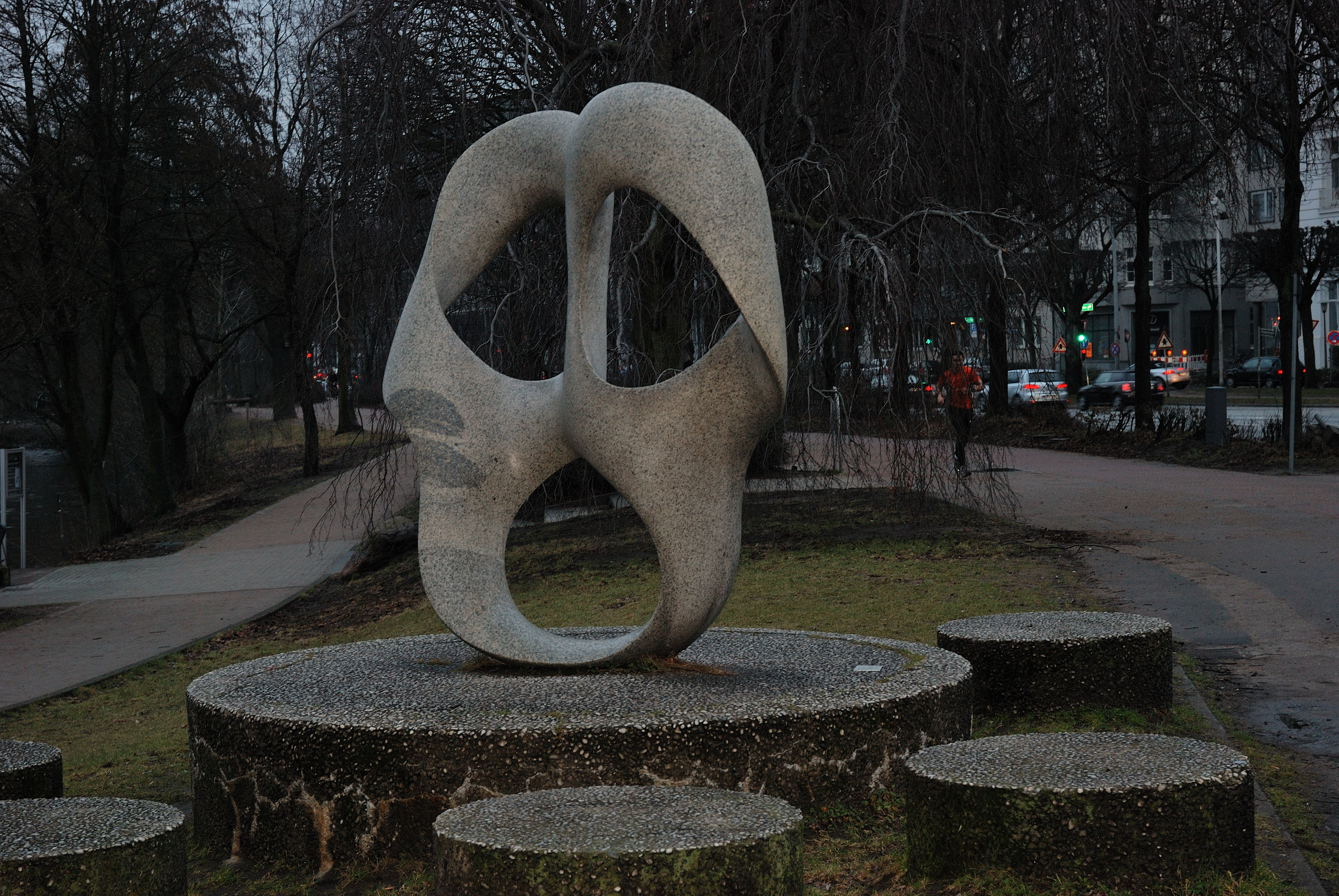
Max Bill: Tér-ritmus (Rhytmus in Raum). Szobor (1968, jelenlegi hely: Hamburg). A ritmusra és zeneiségre hivatkozás visszatérő motívuma a nonfiguratív képzőművészet háttérelméleteinek

A felületességét tekintve leginkább tankönyvízű elmélet szerint a huszadik századi művészet absztrakttá válásának oka egyszerűen az újat keresés, a kalandvágy, a kiábrándulás a régiből; kakofemisztikusabban fogalmazva: az unalom.
Emellett azonban nagyon különböző és filozófiailag igen mély motivációs elméleteket is fel lehet állítani, mint pl. a művészet autonómmá válásának igénye, vagy az egyre általánosabb képi, auditív vagy verbális kifejező nyelv és módszertan iránti kutatás, vagy az ábrázolás racionalitásában és általában a racionalitásban való posztmodern csalódottság.
Újabban azzal kísérletezem, hogy a verseimnek ne legyen konkrét értelmük. Az értelmi elemek helyett inkább az ösztönvilág és az intuíció világa jusson érvényre. Az emberi értelmet az emberi butaság aránylag legmagasabb rendű formájának értékelem. Semmi szükségét sem látom annak, hogy a vers értelmes legyen. Legyen benne inkább olyan tűz és lendület, ami az értelmi elemek nélkül is megragadó. Ezt úgyis mondhatnánk, hogy az emberi nyelvet igyekszem egy angyali nyelvvel és angyali logikával felcserélni.

## Történeti áttekintés

### Az ornamentika

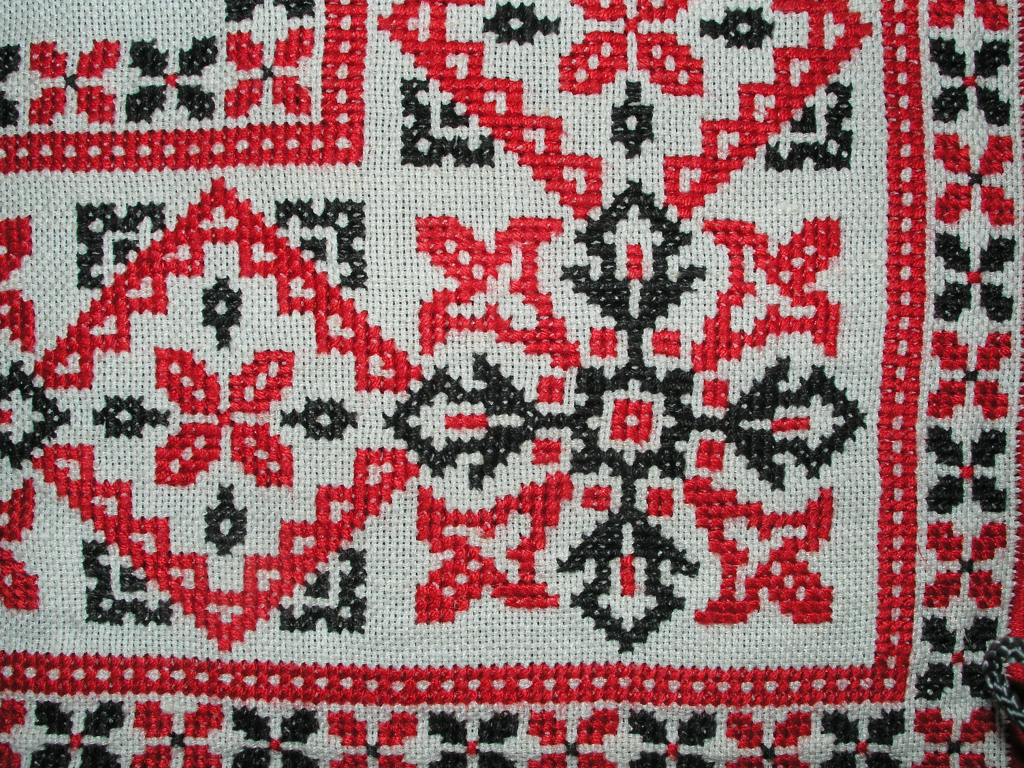
Félfiguratív ornamentika - a növényvilág elemeit egyszerűsítetten ábrázoló minták - magyar keresztszemes hímzésű textiltárgyon
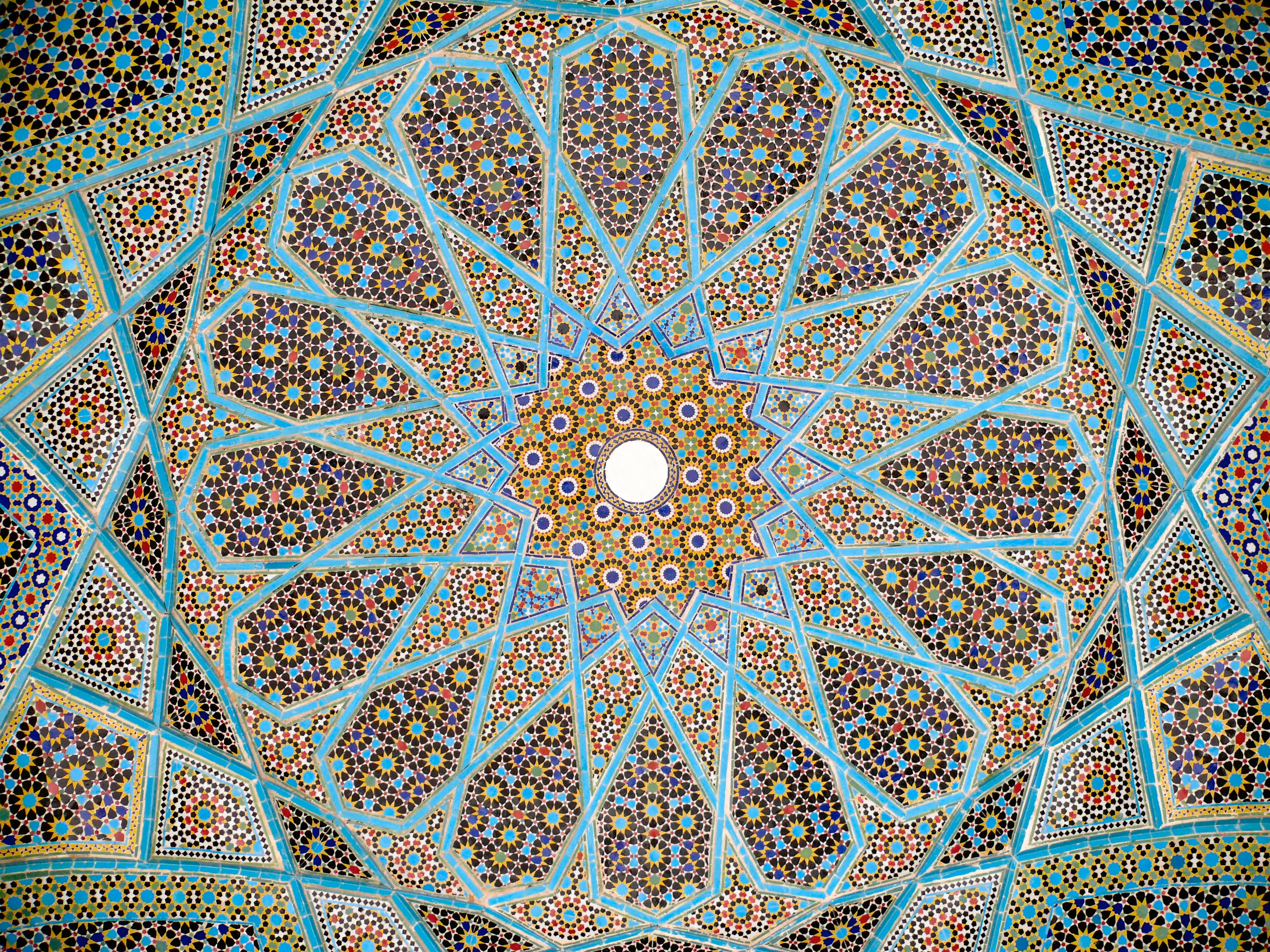
Ornamentikus arabeszk (Háfiz-kripta, Irán
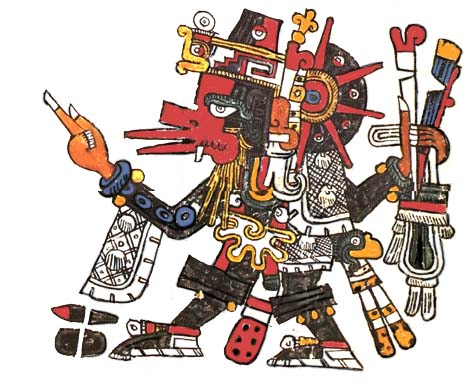
Ketzalkóatl-portré a Borgia-kódexből

A nem-természetábrázoló jellegű művészet az emberiség ősidejétől kezdve jelen van. Tipikus példája az ornamentika, a természeti formák fokozatos leegyszerűsítéséből (stilizálás) kialakuló díszítőformák, melyek annyira leegyszerűsödhetnek vagy - az ábrázolási folyamat iparrá válásával - elveszthetik tudatos jelentésüket és jelentéskifejező erejüket, hogy az alakok felismerhetetlenné válnak. Ez a jelenség a művészeten kívül is előfordul, hiszen tipikusan így alakultak ki az ókorban a nem ideogrammatikus jellegű írások, amelyek betűi kezdetben alakokat ábrázoló kis képek voltak.

### A századforduló légköre
A modern nonfiguratív művészet azonban nem ilyen motivációk hatására született (bár kritikusai szerint elterjedésében az iparszerűvé, automatikussá válás bizony szerepet játszott), hanem logikus következménye a klasszikus modernség késői és az avantgárd korai szakaszának, amikor a művészi problémák az ábrázolásnak csak egy-egy részletére koncentráltak, a formára, a színre, a mozgásra.

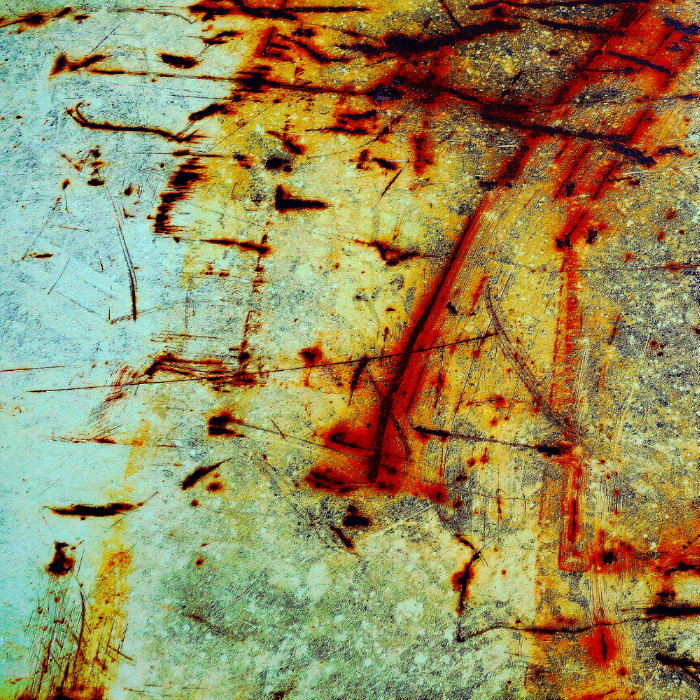
Lutz Thuns: Korrózió. Rozsdásodó fémfelületről készült, az absztrakt expresszionista stílushoz közel álló fotográfia. Hiperrealista és absztrakt műként egyaránt értelmezhető.

Technológiai változások. A reneszánsz korától eredeztethető ábrázoló, valóságelvű és konkrét művészet megrendülésének egyik, de semmiképpen sem az egyetlen lehetséges történelmi okaként a fényképezés, a fotográfia 1839-ben bekövetkező feltalálása, lassú tökéletesedése, és a nyomában járó mozgókép elterjedése nevezhető meg. A korabeli közvéleményben felmerült, hogy a fotográfia feltalálásával a képzőművészet halálra van ítélve. A fénykép semmi addig ismerthez nem hasonlító részletességgel és természethűséggel tudta reprodukálni a látványt, az arcképfestés és portréfestés funkcionális értelemben feleslegessé vált (legalábbis akkoriban úgy látszhatott). A képzőművészek számára ez nemcsak veszélyt, de lehetőséget is jelentett, hogy a valóság reprezentálásának új tartományait hódítsák meg, hogy új feladatokat és kutatási területeket találjanak maguknak. Mint utóbb kiderült, a fényképészet és a mozgókép még a hagyományos, figuratív festészetet sem tudta „megölni”, még ha ez egyáltalán szerepelt is volna a céljai között. Ehelyett csak felszabadított és - az elvontság hívei szerint - funkcionálissá tett addig elhanyagolt vagy elfeledett művészi látásmódokat. A 18. század környékén született, és az atomelmélet hatására fokozatosan jelentőséget nyerő (egyenesen divatossá váló) spektroszkópia felfedezései, valamint az ennek nyomán születő tudományos irányú - noha nem feltétlenül helytálló - színelméletek, ekkoriban kezdtek hatni a művészekre; mint pl. Goethe-é, amire Kandinszkij alapozott, illetve M. E. Chevreul-é, amit az orfizmus alapítója, Robert Delaunay használt fel elméleti alapként „szimultán korongjaihoz”.

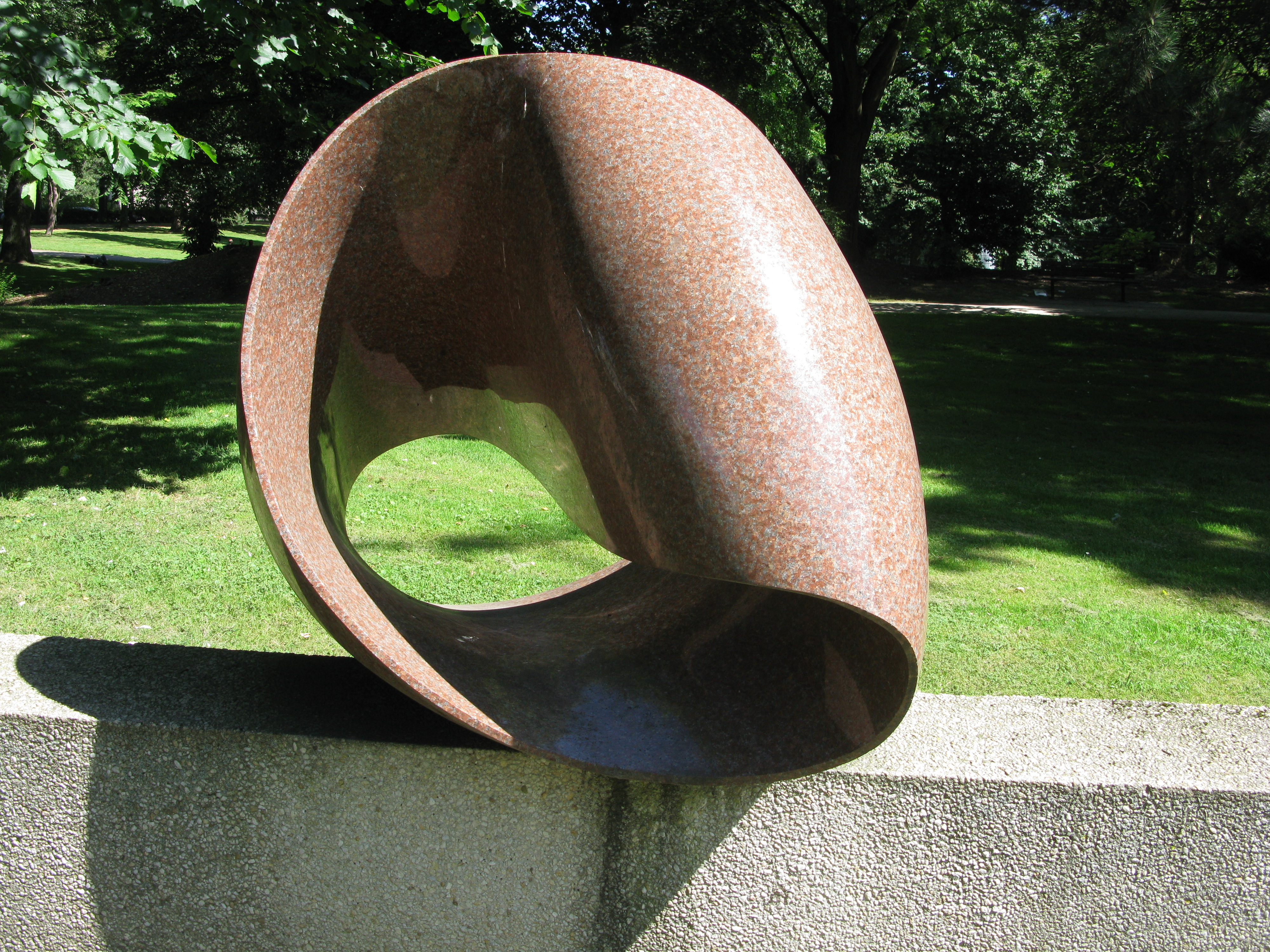
Max Bill: Végtelen hurok (Unendliche Schleife, 1974). A szobor, lévén, hogy bármelyik topológiai tankönyvben elférne ábraként, jellemző példája a tudományos eszmék és a nonfiguratív művészet kölcsönhatásának

Szemléletbeli változások. A tizenkilencedik és huszadik században általánosan megfigyelhető tendencia volt az absztrakciós szintek átlépése mind a tudományok, mind a művészetek terén. Hogy ez nemcsak utólagos belemagyarázás, hanem a kor gondolkodó embereinek tudatában is világossá vált, annak egy kétségtelen tanújele az akkoriban meglehetősen közismert, az expresszionista művésztársaságokba bejáratos Wilhelm Worringer (1881-1965) művészettörténész alapművé vált doktori tézise, az Absztrakció és beleérzés (Abstraktion und Einfühlung) c. doktori értekezés (1907), amelyben kétféle művészettípust különböztetett meg, a primitívebb „absztrakt” és a kifinomultabb, Európában egyeduralkodóvá vált „beleérző” jellegűt, és az absztrakt művészetek (pl. az iszlám művészete) egyenrangúsága mellett érvelt.
Az apróbb léptékű technológiai fejlődés mellett a másik megnevezhető tényező a tudományos fejlődés. Az olyan új és botrányos, világképmegrendítő jellegű tudományos felfedezések, mint a természettudományos atomelmélet, genetika, mikrobiológia, a termodinamika, a matematikán belül a nemeuklideszi geometria, vagy - az absztrakt művészet alapállásához kísértetiesen hasonló, a jelek jelentésének vizsgálatát elvető - formalista paradigma megjelenése, a társadalomtudományokban pedig a pszichoanalízis és a pre-egzisztencialista filozófia  - felhívták a gondolkodó emberek, köztük a művészek figyelmét a biztosnak hitt látszatok bizonytalanságára, és az érzékelhető jelenségek mögött húzódó, nem feltétlenül érzéki jellegű lényegvilágra. „Az eljövendő művészetben tudományos meggyőződésünk ölt majd formát, ez a vallásunk, és érdeklődésünk középpontja, az igazságunk.”- írta az 1910-es években az expresszionista Franz Marc. Az orosz El Liszickij, aki egy Kazimir Maleviccsel való találkozás után a szuprematizmus követője lett, pedig így hivatkozott az előző pár évtizedben kisebb szenzációt keltő matematikai felfedezésre, a komplex számokéra, példájául állítva a művészeti absztrakciónak::
A szuprematizmus a véges látótér-kúp csúcsát a végtelenbe terjesztette ki. ... A tér színéről már nem feltételezzük, hogy az egyszerűen a színspektrum kék tartománya, hanem, hogy a teljes spektrum színével esik egybe, azaz a fehérrel. A szuprematista képteret felfoghatjuk úgy is, hogy az a vászon felülete előtt, de éppen úgy is, hogy mögötte helyezkedik el. Ha valaki 0 értéket tulajdonít a képfelület szintje mértékének, akkor a mögöttes irányban lévő szinteknek - (negatív), az előtte lévő irányban lévő szinteknek + (pozitív) értékük lehet - vagy fordítva. Ily módon a szuprematizmus eldobta a síkra vetített háromdimenziós tér illúzióját, az irracionális tér tovább már nem fejleszthető illúziójával helyettesítve, amely a mélységi és magassági irányokba is végtelen módon kiterjeszthető. ... és ez még nem minden. A matematika még egy új dolgot fedezett fel, az imaginárius (imaginárius ≡ nem valós, feltételezett) számokat. Ezek közt olyanok is vannak, amiket önmagukkal megszorozva negatív számot adnak eredményül. Az 1 ellentettjének négyzetgyöke egy képzetes dolog, amit i-nek neveznek (√-1 ≡ i). Olyan birodalomba lépünk ezzel, amit nem tudunk az érzékszerveinkkel felfogni, megmutatni, ami egy tisztán logikus konstrukció következménye, amely az emberi gondolkodás elementáris kikristályosodásának példája. ...
A szükségletek és a társadalomszerkezet megváltozása. A leírt korszakban a korábbi társadalomszerkezet is átalakult, a hagyományos értékek is megrendültek. Az újkor, valamint ennek betetőzéseként a 18-19. század fordulója, századforduló a képzőművészeti „izmusok”, elméletek tobzódásának kora. Az arisztokrácia és az egyház társadalomvezető szerepének csökkenésével egyre inkább megszűntek a művészek „házi alkalmazottak” lenni (a festő és költő mint mint udvari festő és udvari költő, a zeneszerző mint templomi karnagy). Az államhatalom szerte Európában többé nem volt hajlandó finanszírozni a festészetet és a zenét, legalábbis semmiképp sem olyan mértékben, amennyi művészjelöltet el kellett volna tartani. Ez anyagi szempontból a hagyományos művész-szerep válságát hozta, azonban felszabadította a művészeket bizonyos olyan társadalmi kényszerek vagy elvárások alól, mint pl. a mecénás portréjának megfestése. A beköszöntő vadkapitalizmus vezető rétege, a polgárság a művészet (mint profitfaló tevékenység) mecénásának szerepét csak részben illetve fokozatosan tudta átvenni. A művészlét, ritka kivételektől eltekintve, egyet jelentett a kitaszítottsággal, a bohém élettel, és a lázadó újat akarással. Ugyanakkor azt is jelentette, hogy a hagyományos, ábrázoló művészet többé már nem volt feltétlen követelmény, társadalmi elvárás.

### Az impresszionizmus kudarca

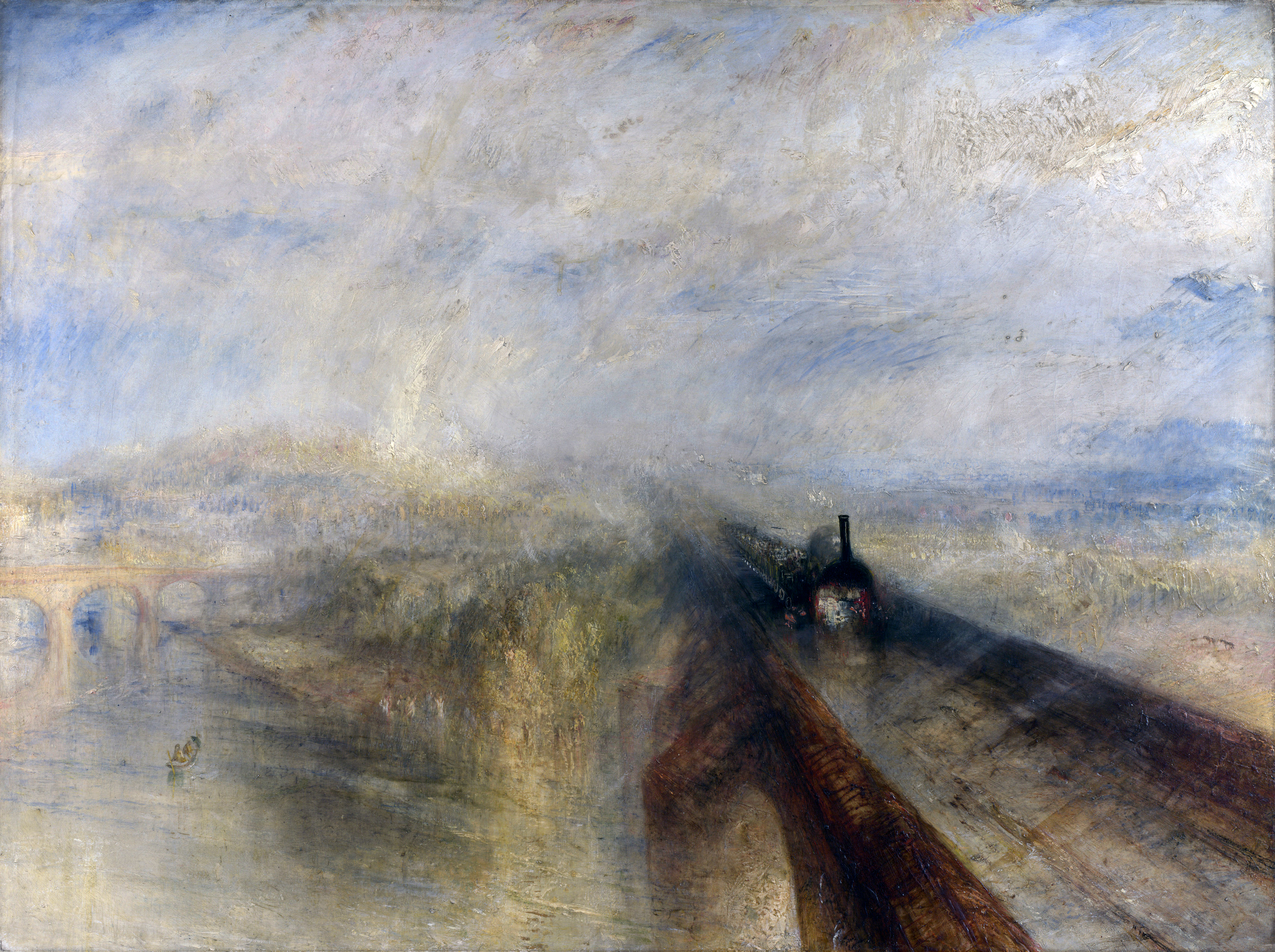
J. M. William Turner: Eső, gőz és sebesség (a nagy nyugati vasút) (1844) - a pre-impresszionista angol festő „foltfestéses” képeit szokás az impresszionizmus és a „lírai” absztrakcionizmus előfutárainak is tekinteni

A művészetekben a naturalizmus egyik képzőművészetben való kifejezése, az impresszionizmus - az évszázados formálissá (hivatalossá), arisztokratikussá és életidegenné vált témák és módszerek után újra felfedezte a természetet, és egy új művészi nyelvet teremtett, amely a látványt önmagában, hiperrealisztikusan szerette volna ábrázolni, és megszabadulni az olyan gondolati absztrakcióktól, mint a vonal, a forma, a kompozíció stb. Ez az irányzat azonban nem tudta céljait elérni, zsákutcába jutott. A késői impresszionista-pointillista képek a tárgyakat valójában csak közvetve jellemző fényfoltok látótérponttól látótérpontig haladó következetes, vászonon való regisztrációjával sokkal inkább ornamentika vagy véletlenfolt jellegű, semmint realista hatást értek el, körülbelül úgy, ahogyan egy erős nagyításban szemlélt rasztergrafikus fénykép is inkább tűnik színes négyzetek összefüggéstelen halmazának, semmint természeti tárgy ábrázolásának. Ugyanakkor a szín uralkodó szerepének hangsúlyozásával és a diszkrét jellegű, határozott vonalak és formák feloldásával felhívták a figyelmet a képek egyik fontos összetevőjére, az önmagában vett és zeneiséget hordozó színre. Kandinszkij pl. visszaemlékezésében egy impresszionista festménnyel (Claude Monet: Szénakazlak) kapcsolatos optikai csalódásához köti az absztrakt festészethez vezető első gondolatainak, élményeinek születését.
Részben az impresszionista program kudarca nyomán, részben a tizenkilencedik-huszadik század átmenetének forrongó szellemiségű légkörének hatására alakultak ki azok a modernista festészeti iskolák (kubizmus, futurizmus, konstruktivizmus), amelyek elszakadtak a látványtól és a jelentéstől. Az elméleti szinten kialakult légüres tér lázas keresésre ösztönözte a művészeket a valódi kifejezésmód megtalálása irányába, ami a századforduló ideológiai összevisszasága mellett csak fokozta az izmusok burjánzását.

### Az avantgarde (a festészetben)

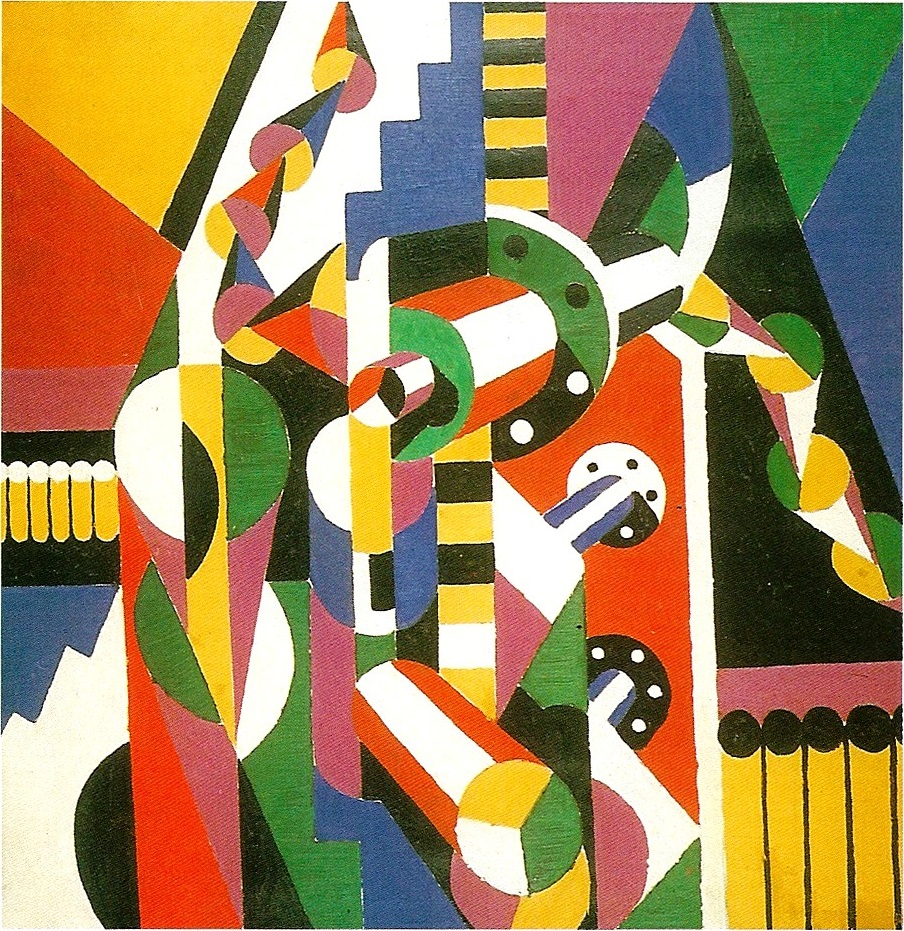
Thorvald Hellesen: Kép (1920)

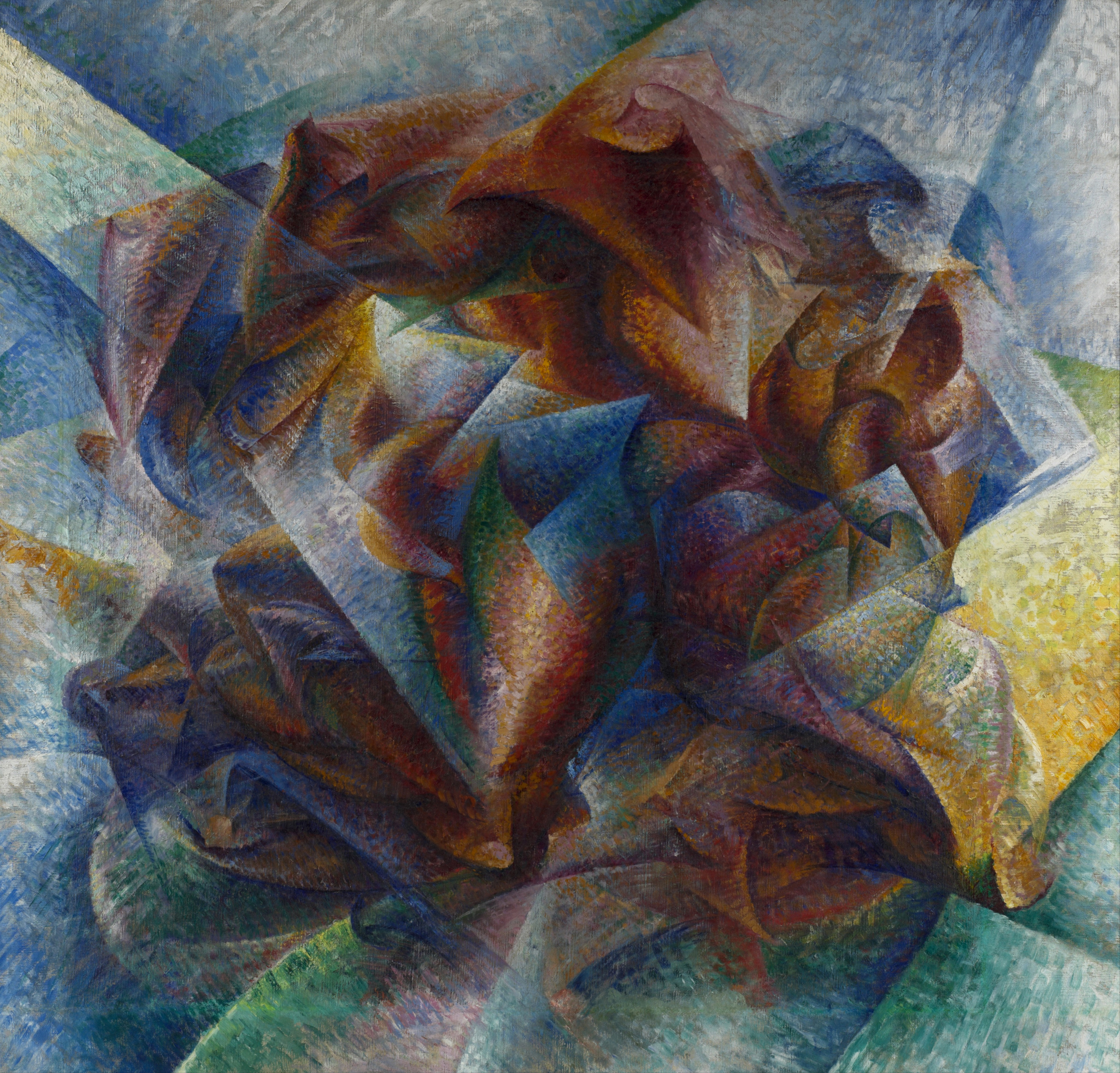
Umberto Boccioni: Egy futballjátékos dinamizmusa (1913)

A kubizmus létrehozása elsősorban Pablo Picasso és festő ismerőse, Georges Braque nevéhez fűződik - ők pedig a posztimpresszionista Paul Cezanne-t tekintették mintának. Picasso olyan „analitikus kubista” képei, mint pl. Daniel-Henri Kahnweiler egész alakos „portréja”, szándékukban még ábrázoló jellegűek, a megvalósítás azonban már az absztrakt festészet jellemzőit mutatja. A látvány, az emberalak és környezet egymást harmonikusan átfedő szögletes mértani testekre bomlik szét (másképp mondva, ilyenekből áll össze egésszé), megfelelően a kubizmus azon alapelvének, miszerint a festő feladata, festészettechnikai szempontból, a képteret alkotó síkok és azok metszeteinek regisztrálása. A kubizmus megteremtette az absztrakt festészet egyik fontos hozzávalóját, a leegyszerűsített geometriai idomot mint a festő számára szolgáló atomi konstrukciós elemet. Más kiindulópontról ugyan, de ugyanebbe a vágányba futott be a futurizmus, az a stílus, ami a festészetben a mozgás ábrázolását tűzte ki célul, melyet a kubizmushoz hasonlóan átfedő síkok ábrázolásával és a központi figurák geometrikus egyszerűsítésével próbált elérni.
Az avantgarde olyan áramlatai, mint a fauvizmus és az expresszionizmus, a színek öntörvényű létének impresszionizmustól örökölt gondolatát hangsúlyozták ki még jobban, és a nonfiguratív művészet „lírai” irányzatának előfutáraivá váltak. A dadaizmustól pedig a képelemek jelentésének lebontását, elhanyagolását, és a hasonló tradicionális kategóriák semmibe vételét, sőt megvetését, a művészet öntörvényűvé, vagy szebben fogalmazva: autonómmá tételének gondolatát tanulhatták meg a nonfiguratív művészek.
A dadaisták a harmonikus zenei hangoktól a zajok felé fordulva, újszerű kompozícióikkal, mint pl. Kurt Schwitters Anne Blume-ja vagy az Ursonata, megalapozzák a huszadik századi absztrakt zene fejlődését.
Az absztrakt művészet első képviselőire - Malevics, Kandinszkij, Marc, Delaunay és mások - az avantgarde irányzatai és iskolái változatos módon hatottak: Kandinszkijra főleg az impresszionizmus és az expresszionizmus volt hatással, Marcra az expresszionizmus, Delaunay és Malevics pedig kezdetben kubista, futurista és kubo-futurista képeket festettek, mielőtt a tiszta nonfigurativitásra tértek volna át; Hans Arp a dadaizmustól „érkezett”. A konstruktivista Liszickijre már Malevics szuprematizmusa volt hatással. Mindez azonban csak hajtóerőt jelentett, a nonfigurativitáshoz nem feltétlenül egyedül az avantgarde-on keresztül vezetett út (elégséges, de nem szükséges feltétel). Példa erre Kurt Schwitters (Merz-mozgalom), aki személyesen ismerte ugyan a dadaizmus néhány vezéralakját, azonban a dada művészetellenes ideológiájától távol tartotta magát, és egyéni utakon járt.

### A kezdetek: Kandinszkij és Marc, Schönberg

Kandinszkij, V.V.: Az ismeretlen hanghoz (1916)

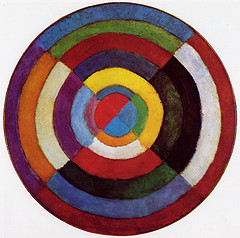
Robert Delaunay:Premier Disque Simultané (Első szimultán korong; 1913/14)

Az ábrázolás fent vázolt problémája, az útkeresés azt is eredményezte, hogy a művészek figyelme a természettől és természetábrázolás szintjétől elfordult a metaszint felé, az ábrázolás módja, módszerei és elemei maguk is tanulmányozás és kísérletezés tárgyává lettek.
Az absztrakt festészet első tudatos művelőjének - egyben elméleti megalkotójának - Vaszilij Kandinszkij tekinthető, aki 1910-ben jelentette meg Über das Geistige in der Kunst (Szellemiség a művészetben, 1912) című írását, melyben a színek pszichológiai hatását kutatta, továbbá a redukált színek és a zene kapcsolatát kereste. Ugyanebben az évben festette meg az első nonfiguratív művet, egy akvarellt (Első absztrakt akvarell). Az „első absztrakt akvarell” erősen kísérleti jellegű, színes foltok véletlen (kompozíció nélküli) halmazának tűnik, a későbbi szigorúan szabályos idomok (körök, téglalapok és négyzetek vagy ezek darabjai) helyett főképp kerekded, spirális motívumok jellemzik, és egyik részében még felismerhető egy figurális elem, egy női aktmodell (vagy szobor) alakja.  Az 1910-es évek végére azonban Kandinszkij és elméleti és szervező munkatársként dolgozó barátja, Franz Marc eljutottak a tárgyábrázoló jelleg teljes és tudatos megtagadásáig (ld. pl. Franz Marc: Harcoló formák c. művét).
A zenében Arnold Schönberg 1910-ben kezdett kísérletezni a szigorú tonális zenei kompozíciók feladásával. Ez volt az egyik út, a hagyományos zenei kifejező nyelv feladása, amin a zene „absztraktnak” nevezhető, jelentés-dekonstruáló jellegű felfogása elindulhatott.

### „Szuprematizmus” és kritikák
Amikor 1913-ban kétségbeesett kísérletet tettem, hogy a művészetet a tárgyiság ballasztjától megszabadítsam, a négyzet formájához menekültem.

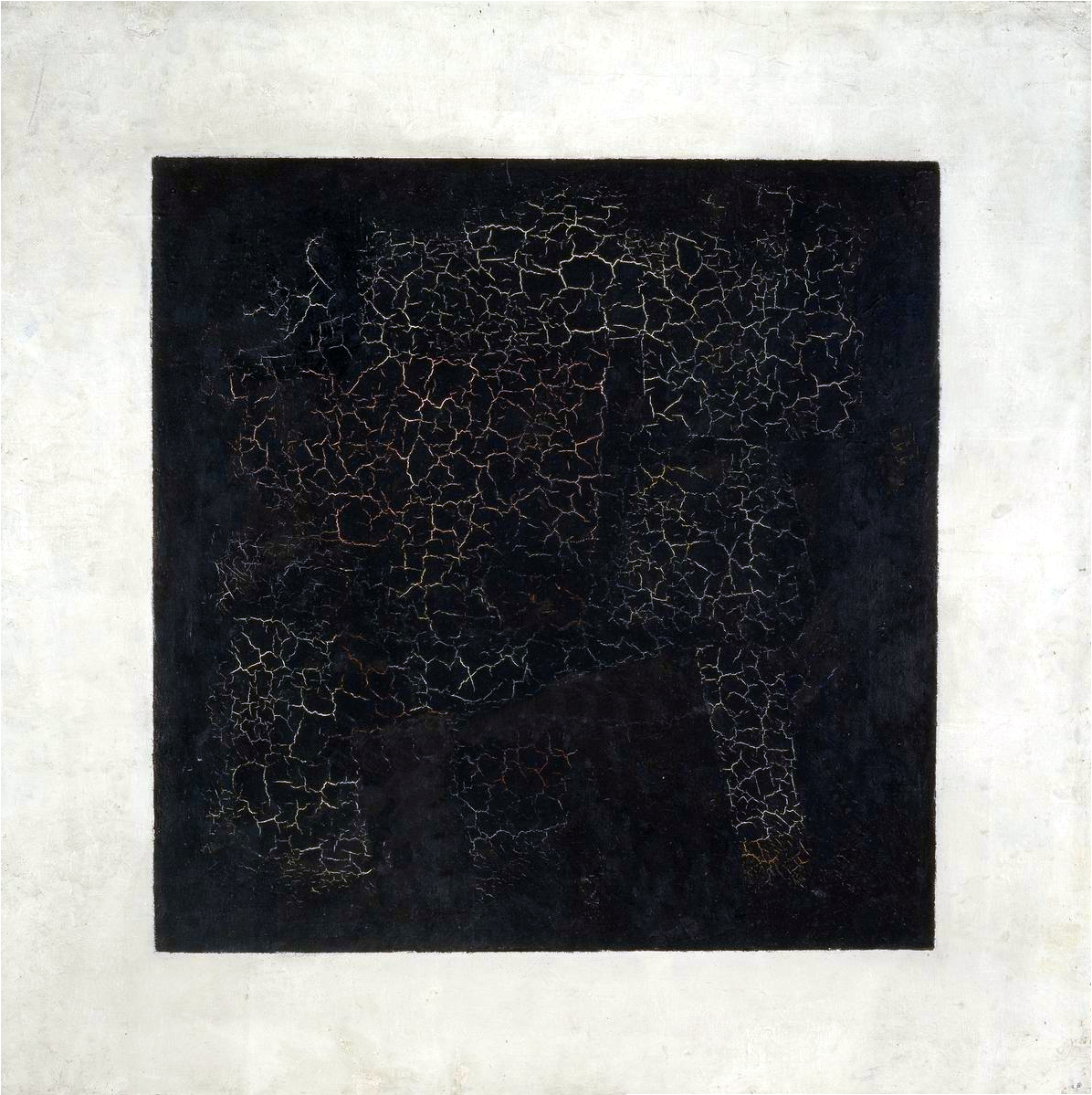
Kazimir Malevics híres-hírhedt Fekete négyzete (1915)

A folyamat egyik betetőzése - de közel sem a vége - volt az orosz Malevics Fekete négyzet c., a korszak művészetrajongóinak egy részét megbotránkoztató festménye, amelyet fehér alapon mindössze egy fekete négyet tesz ki, felvetve a kérdést, hogy mennyiben tekinthető ábrázolásnak, illetve technikai szempontból, teljesítménynek egy ilyen végletesen leegyszerűsített motívum. Ezek a folyamatok művészeti szempontból eleinte közbotrányt okoztak, nemcsak a nagyközönség, hanem a hagyományokban hívő művészek, kritikusok és értelmiség is polgárpukkasztásnak, vagy a dilettantizmus megjelenésének tartotta az absztrakt művészeteket. Ez bizonyos mértékig érthető, hiszen (a Platóntól és Arisztotelésztől eredő és nagyon meggyökeresedett felfogás szerint) a művészet célja, voltaképp közhelyszerűen, a (természet)ábrázolás, az utánzás, valamint a társadalom szolgálata az arcképek, plakátok, szórakoztató zeneművek stb. készítésével.
Az absztrakt művészet területére lépve megszűnik az ábrázoló jelleg, és ezáltal „veszélybe” kerül a művészet közösségi volta, arról már nem is beszélve, hogy - szintén a tradicionalista felfogás szerint, és nemcsak az absztrakt irányzatra, de az egész modern és posztmodern művészetre is jellemzően - több esztétikai dimenzióban is értelmezhetetlenné válik a minőség-ellenőrzés fogalma. Nemcsak a technikai és mesterségbeli tudás fogalmai válnak nehezen megfoghatóvá, de a művészet által hordozott olyan, szubjektívebb követelmények is, mint az értéké vagy az igazságé. 

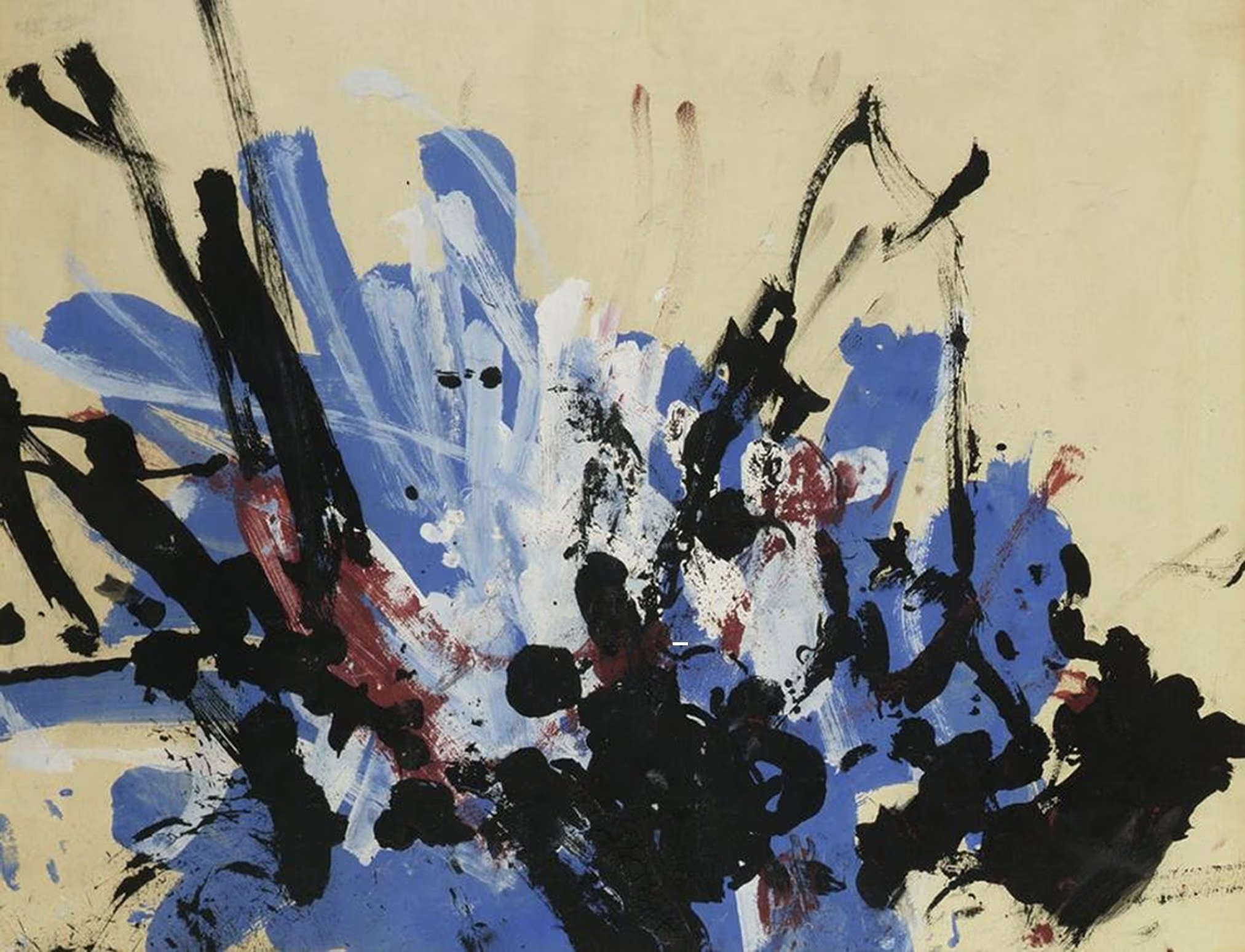
A Congo nevű majom absztrakt expresszionista stílusú alkotása

Mindezen és hasonló elgondolások hatására az absztrakt művészet mindmáig erős, sok esetben negatív közönség- és szakmai kritika tárgya. Gyakran megjelenő vélemény pl., hogy a nonfiguratív művészetet azok csinálják, akik az ábrázoló művészet műveléséhez nem eléggé tehetségesek; illetve, hogy ilyesfajta képeket - különösen az absztrakt expresszionizmus folt-festészetét a gyerekek, sőt a csimpánzok is könnyűszerrel tudnak csinálni. Az utóbbi vélekedést is szó szerint kell érteni: Desmond Morris angol etológus és szürrealista festő vezérletével az ötvenes évek végén több kiállítást is rendeztek Londonban csimpánzok és gyermekek nonfiguratív alkotásaiból a helyi modern művészeti múzeumban.
Mindennek ellenére az Amerikai Egyesült Államokban gyakorlatilag művészeti sztenderddé vált a nonfiguratív művészet.
Az absztrakt festészet a 20. század nagy rejtélye. Miért okozott művészeknek örömet, hogy hatalmas egyszínű pacákat festettek? Miért lett Jackson Pollock szupersztár attól, hogy festékes ecsettel hadonászott?
Mindezen jelenségek különösen erősek az absztrakt látványművészetekben (festészet, szobrászat), hiszen ezek elsődlegesen a legköznapibb és egyben - amennyiben megszoktuk, hogy a természetben a látványnak mindig van jelentése, minden látvány automatikusan valamilyen tárgy képe (nagyon ritka és többnyire „abnormális” kivételektől eltekintve, mint pl. a küszöb feletti ingerek vagy betegségek okozta vizuális hallucinációk) - a „legkonkrétabb” érzékszervre, a látásra hatnak, így a jelentés redukciója és dekonstrukciója ezekben az ágakban a legmegdöbbentőbb és - legalábbis látszólagosan - a „legrombolóbb” - hatású.
„A fekete négyzet fehér keretben nem egyszerű tréfa, nem egyszerű kihívás, nem véletlenszerű kis epizód, amely a Mars-mezőn álló házban megesett, hanem az egyik önigazoló aktusa annak a kezdetnek, amely az elhanyagoltság ocsmánysága névvel illethető, s amelyik azzal dicsekszik, hogy minden büszkeségen, elbizakodottságon, minden szeretni való és kedves dolog lábbal tiprásán keresztül mindenkit a pusztulásba vezet”.

### Vissza az ornamentikához (és tovább)

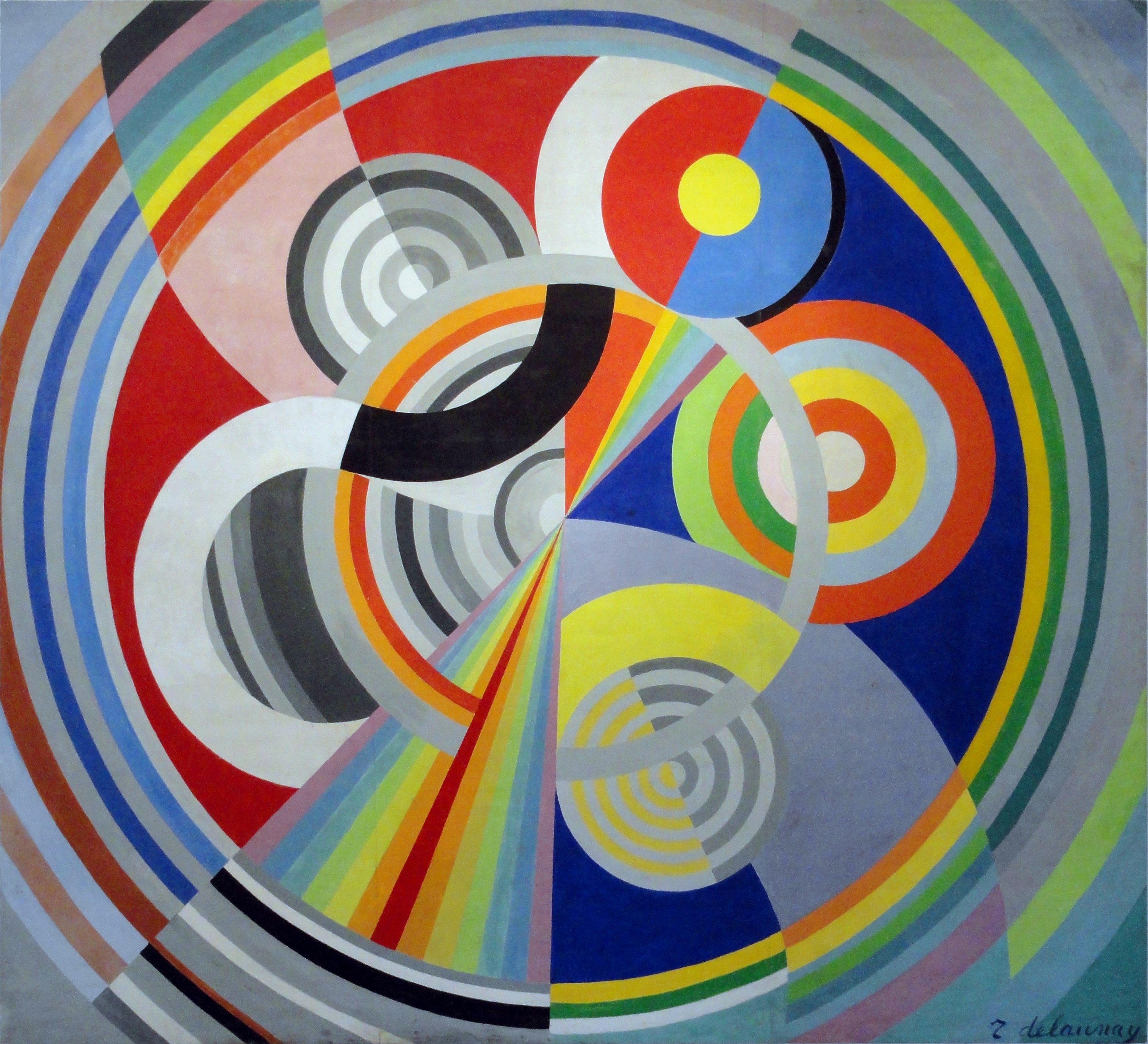
Robert Delaunay: Ritmus nr. 1 (dekoráció a Tuilériák szalonja számára), 1938

Az absztrakt művészet kialakulásának folyamata - amennyiben a művészet története folyamatokban leírható - az 1960-as évek értékelése szerint eljutott a képzőművészet végső határáig, amikor a műalkotás - akárcsak a „primitívnek” nevezett népek bizonyos műalkotásaiban - ornamentikaként vagy konstrukcióként is értelmezhető. Ezt a sajátos „végzetet” az absztrakt művészek maguk is előre látták, Kandinszkij pl. így írt erről: "Még manapság is, ha teljesen el akarnánk szakítani az összes köteléket, ami a természethez kapcsol minket ..., ha teljesen a tiszta szín és a puszta forma kombinációjának ábrázolására szorítkoznánk, akkor csupán geometriai díszítőelemekre emlékeztető alkotásokat készíthetnénk, olyanokat - durván szólva - mint a nyakkendők vagy a szőnyegek. Festészetünknek pontosan a jelenlegi kezdetleges állapota miatt, aligha vagyunk képesek bensőséges átélést elérni ezekkel a teljesen felszabadított formákkal és színekkel. A szellem azon rezdülései, a lélek azon megindulása, melyek ezekkel elérhetőek, még túl gyengék ..."

## Absztrakt iskolák és irányzatok

### Lírai és geometrikus (konstruktivista) absztrakció

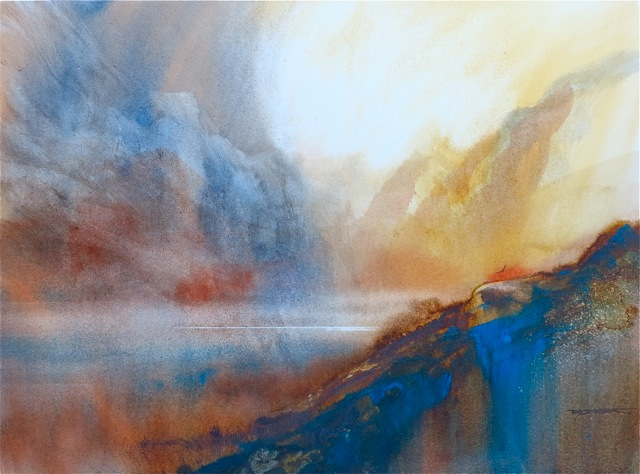
A „lírai” absztrakció példája - Tony Smibert műve

Az absztrakt művészetekben a kezdeti szakaszban lényegében két nagyobb csoport volt elkülöníthető: az egyik pusztán a színekre és azok esztétikai hatására, a zeneiségre koncentráló lírai vagy romantikus absztrakció, a másikat a különféle konstruktivista irányok alkotják.
A lírai absztrakt művek véletlen és kontinuum-hatást keltő, erőteljesen színezett festékfoltokból állnak, míg a konstruktivista jellegű művek alapszerkezetét - geometrikus absztrakciónak is nevezik - szigorú, körzővel-vonalzóval is szerkeszthető diszkrét geometriai formák adják. Az absztrakt művészet azonban a kezdeti idők óta olyan differenciálttá és sokszínűvé vált, és számos más hatást kebelezett be (szürrealizmus, dadaizmus, pop-art, op-art, a médiacsatornák keveredése, stb.), hogy ezek a kategóriák összemosódnak, és aligha alkalmasak a kortárs nonfiguratív művészetben való kicsit is átfogó tájékozódásra.

### Kandinszkij, Marc, Delaunay, Kupka
Az első tudatosan absztrakt iskolát Kandinszkij és barátja, az akkoriban expresszionista stílusban festő Franz Marc alapították, kiadva A kék lovas (Der Blaue Reiter) c., modernista műveket gyűjtő almanachot, és megalapítva a hasonnevű művészeti társaságot. Kandinszkij és Marc foglalkoztak a művészet és absztrakció viszonyának elméleti oldalával is (A Szellemiség a művészetben).
Az avantgarde és különösen Picasso képeinek hatása dokumentálható az új, absztrakt irányzat kialakulásában: Kandinszkij és Marc is ismerték Picassonak egy képkereskedőről és művészetpártolóról, Daniel-Henry Kahnweilerről festett kubista portréjának fotó-reprodukcióját - a képet mellesleg az alanya „befejezetlennek” nevezte a radikálisan új stílus miatt - Kahnweiler ugyanis elküldte nekik. Kandinszkij úgy jellemezte egy Marcnak írt levélben a képet, mint ami „szétszabdalja a kép tárgyát, és szerteszórja a darabokat az egész képfelületen”, olyan hatást keltve, ami „nyilvánvalóan téves” ugyan, ám egyszersmind „az anyagfeletti irányába való haladásért tett óriási erőfeszítés jele”.
Hozzájuk hasonlóan a zenére hasonlító esztétikai hatást kívánt elérni a cseh František Kupka (Fúga két színben, 1912) és a Kandinszkijék munkásságáról többek között Apollinaire közvetítése révén értesülő Robert Delaunay-féle orfizmus.

### Konstruktivista irányzatok

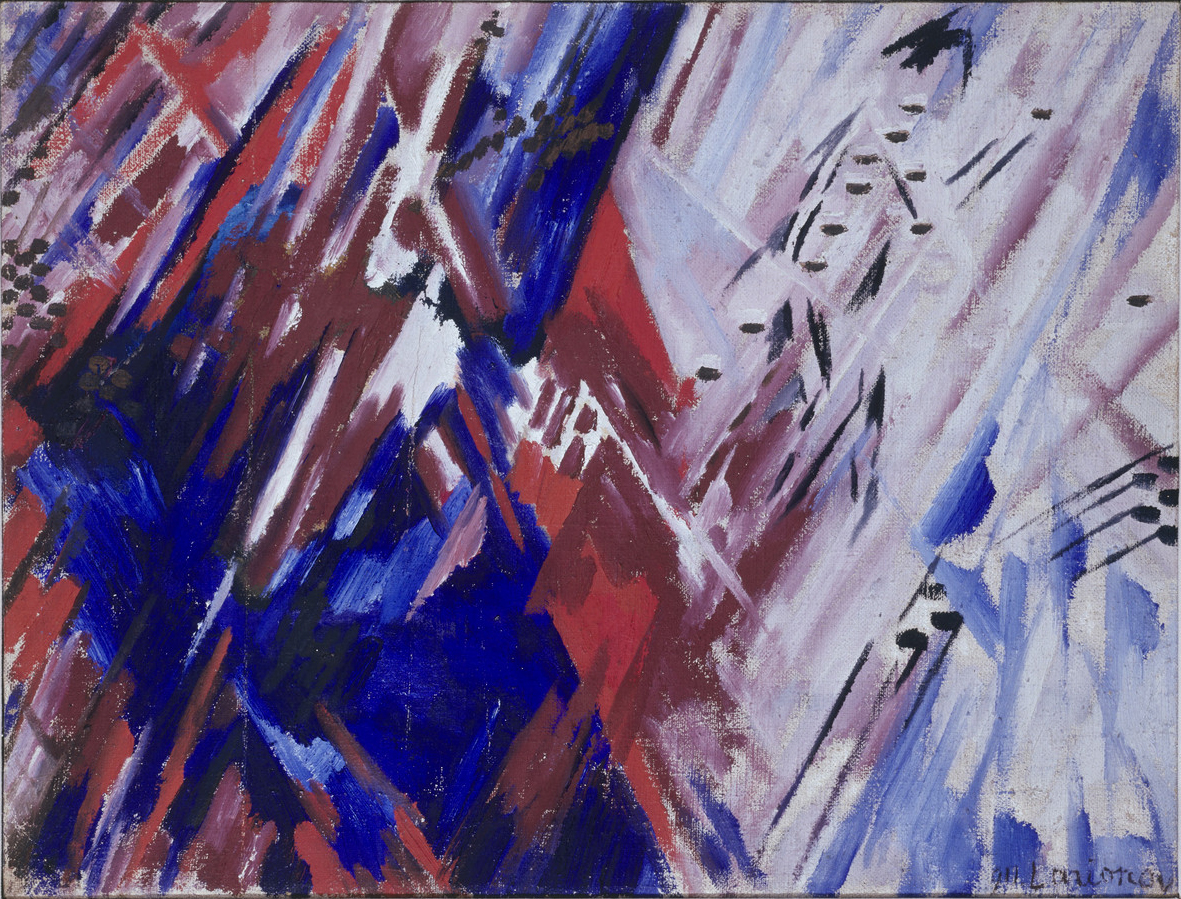
Mihail Fjodorovics Larionov: Rayonizmus vörösben és kékben (1911). A rayonista elmélet szerint a festészet feladata a tárgyakról visszaverődő fény (ray[on] = sugár) megfestése

A konstruktív irányok fő képviselői hollandok és oroszok voltak. Larionov és Goncsarova rayonizmusa (oroszul: lucsizmus) ugyan még a futurizmushoz kötődött, Tatlin, Pevsner és Gabo azonban már az elméletet is kidolgozták. A konstruktivizmus válfaja Rodcsenko non-objektivizmusa és Malevics szuprematizmusa.
A hollandok konstruktivista mozgalmait a De Stilj csoport összegezte, képzőművészetre és építészetre egyaránt. Ebből a mozgalomból nőtt ki Piet Mondrian művészete, a neoplaszticizmus. A modern építészettel való konstruktivista kapcsolatot a német Bauhaus jellemzi legjobban. Tanárai közt ott volt Kandinszkij, Paul Klee és a magyar Moholy-Nagy László. A magyarországi konstruktivizmust az „egyszemélyes avantgárd”, Kassák Lajos képviselte. Kifejezetten a nonfiguratív művészet szervezete volt az 1931-36 között működő Abstraction-Création csoport, több mint 400 taggal.
A hatvanas évektől kezdve jelent meg az absztrakt képzőművészet új, kísérleti és erősen elméleti (matematizáló jellegű), ám díszítőművészet voltát sem szégyenlő ága, az op-art (optical art), élén a magyar származású Vasarelyvel.

### New York és Párizs szerepe
1937-ben megalakult a Museum of non-objective Painting New Yorkban, a második világháborúval kezdődően az absztrakt festészet fellegvárává egyre inkább New York vált. Ez annak is köszönhető, hogy az ekkoriban Európa nagy részét uraló két totalitáriusan diktatórikus rendszer, a nácizmus és a kommunizmus egyaránt elítélte és üldözni kezdte az absztrakt művészeteket.
A náci propaganda „elfajzottnak” nevezte az absztrakt festőket, a bolsevikok pedig burzsoának (polgárinak), utóbbi azért, mivel az absztrakt művészet a hagyományos értelemben vett jelentés hiányából következően hajlamot mutatott az ideológia nélküliségre, ami ellentétben állt azzal a követelménnyel, hogy a művészek egyetlen feladata a proletariátus problémáinak megoldása, végső soron pedig a proletárdiktatúra - illetve az „árja faj” - istenítése. Az absztrakt művészek mindkét rendszerből a lehető legmesszebbre, a biztonságos távolságban lévő New Yorkba kezdtek emigrálni. A németek esetében nem kizárólag a faji előítéletek játszottak szerepet: a náci szimpatizáns Emil Nolde expresszionista műveit is megszégyenítették és betiltották.
1946-tól a nonfiguratív művészet központja a Salon des Réalites Nouvelles (az új valóságok szalonja) lett. A második világháború után a szürrealizmus alkotómódszere, az automatikus írás hatott a nonfiguratív művészetre, így alakult ki a tasizmus (folt-festés), valamint az absztrakt expresszionizmuson belül a Jackson Pollocktól eredő akciófestészet (action painting, drift painting). Az akciófestők tasiszta műveket készítettek, sokszor egyedi módszerekkel (pl. teljes testfelületükkel, nem ecsettel) felhordva vagy közvetlenül a tubusból öntve a festéket a vászonra, olyanok is akadtak, akik performance-ok keretében, nyilvános akciók során, közönség előtt festettek képeket.

### Absztrakció a szobrászatban
A szobrászatban az első teljesen absztrakt műveket a dadaisták hozták létre. További jellegzetes példák Pevsner szobrai, a mozgó plasztika kezdeményezőjének, Caldernek szobrai. Az absztrakt plasztika terméke az ún. objekt.

### A nonfiguratív művészet válsága (?)
A nonfiguratív művészet hatása gyakorlatilag felmérhetetlen: forradalmasította az iparművészetet, hatott a modern építészet formanyelvére, kitágította a képzőművészet eszköz- és formatárát, új utakat nyitott a műalkotások értelmezésében.
Ugyanakkor teret nyitott a képkereskedelmi spekulációknak és a dilettantizmusnak is. Picasso már 1963-ban már közzétett egy nyilatkozatot a képzőművészet haláláról, ezt követően az absztrakt művészet egyik vezető teoretikusa, Jean Cassou, aki a párizsi Musée National d'Art Moderne igazgatója volt 1945-től 1965-ig; hasonló értelmű cikket közölt a Comprende c. folyóiratban, mondván, hogy „A festészet, zene, irodalom kiürített templomok”, az akkori művészet utódjaként a mozgóképet kijelölve. A nonfiguratív és modernista művészeti élettel szemben erősen szkeptikus (ugyanakkor a korszakban kötelező szocialista realista irány szolgai követését is visszautasító) Bernáth Aurél, a huszadik század magyar „festőfejedelme” így írt a problémáról:
Mindmáig, immár hatvan éve korunk művészetének sorskérdése az absztrakt művészet kezében van. ... Mily hévvel indult el a vállalkozás, ha Picasso személyét nézem, mily csöndes kulturáltsággal folytatódott, ha Braque-ot figyelem. De aztán egyszerre csak mintha gátszakadás történt volna, olyan éktelen problémák merültek föl, amelyeket regisztrálni lehet, de gyógyítani és jóvátenni nem. Miből származnak ezek? Onnan, hogy amíg egy századvégi naturalista vagy impresszionista képhez nehezen megszerezhető tudás kellett, az absztrakt művészet ezt nélkülözhette. Odajutott a dolog, hogy párizsi műkereskedők felfogadott festőkkel dolgoztattak, és e festőknek életlehetőségük fejében havi 5-600 képet kellett szállítaniuk. Így kezdődött a világ becsapása, így kezdődött, és máig [e cikk kb. 1960 körül íródott] folytatódik ez az aljas műkereskedelmi manipuláció, amely minden tisztességes művészetszerető ember mélységes utálatát váltotta ki. Az absztrakt művészet, szándéka ellenére, ezen vérzett el. E műkereskedelmi siserehadnak még arra is volt gondja, hogy pénzével, megfizetett lapjaival, személyek megvásárlásával veresse a dobot, már csak azért is, mert másfajta művészettel ezt a galádságot nem lehetett volna üzemben tartani. S ami még borzasztóbb: az üzem nyílt kártyákkal folyik. Még csak nem is szégyenlik magukat. (A velencei Biennálé is az ő kezükbe került. ...) Ebből a helyzetből nincs kiút. Mert ami az absztrakt művészetre még rá akart tromfolni, a pop art - ez még a fent jellemzett műkereskedelmi cafatoknál is rosszabb.

## Galéria

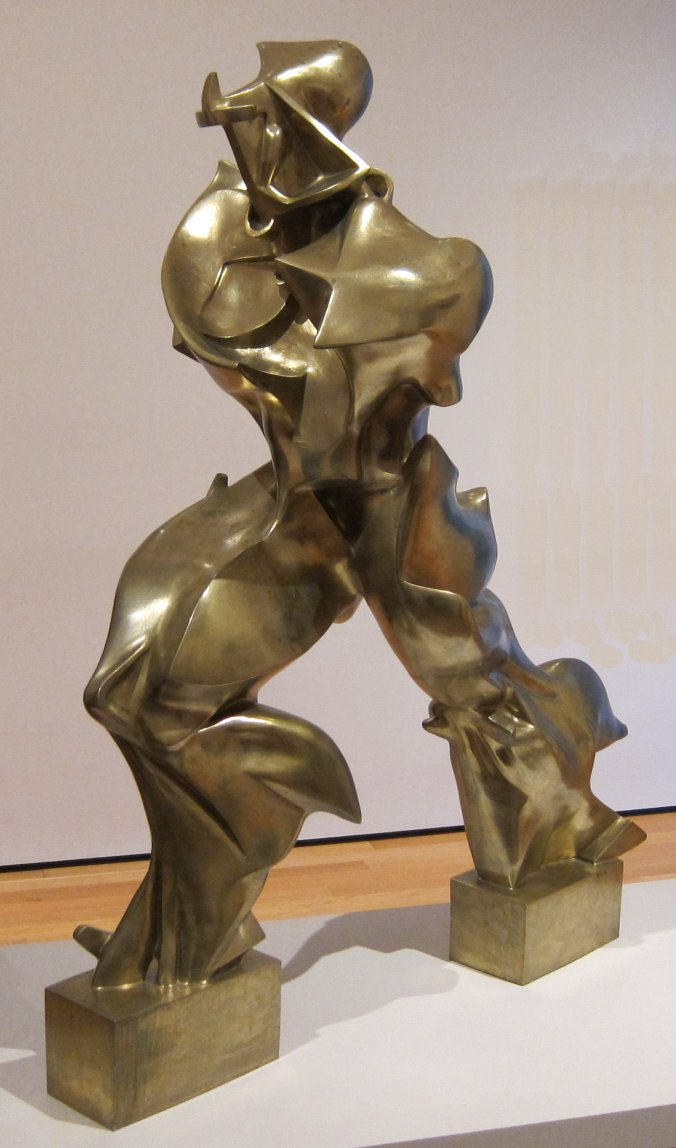
Umberto Boccioni: A térbeli folytonosság egyedi formái (1913)
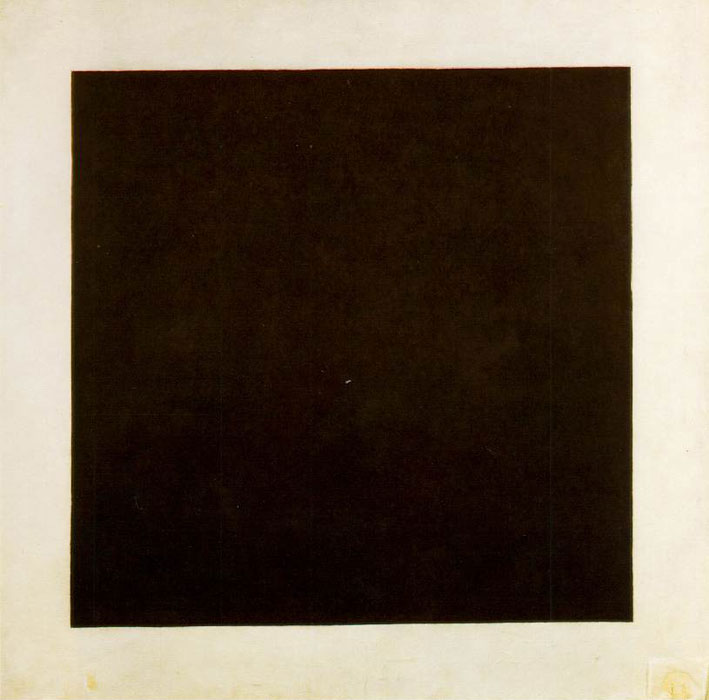
Kazimir Malevics: Fekete négyzet fehér alapon (1913/1915)
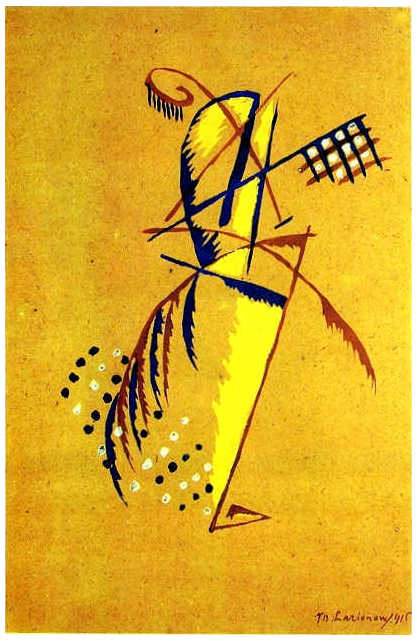
Mihail Fjodorovics Larionov: Táncos mozgásban (1915)
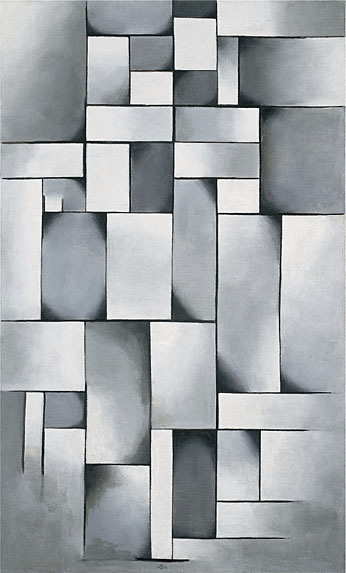
Theo van Doesburg: Kompozíció szürkében (1919)
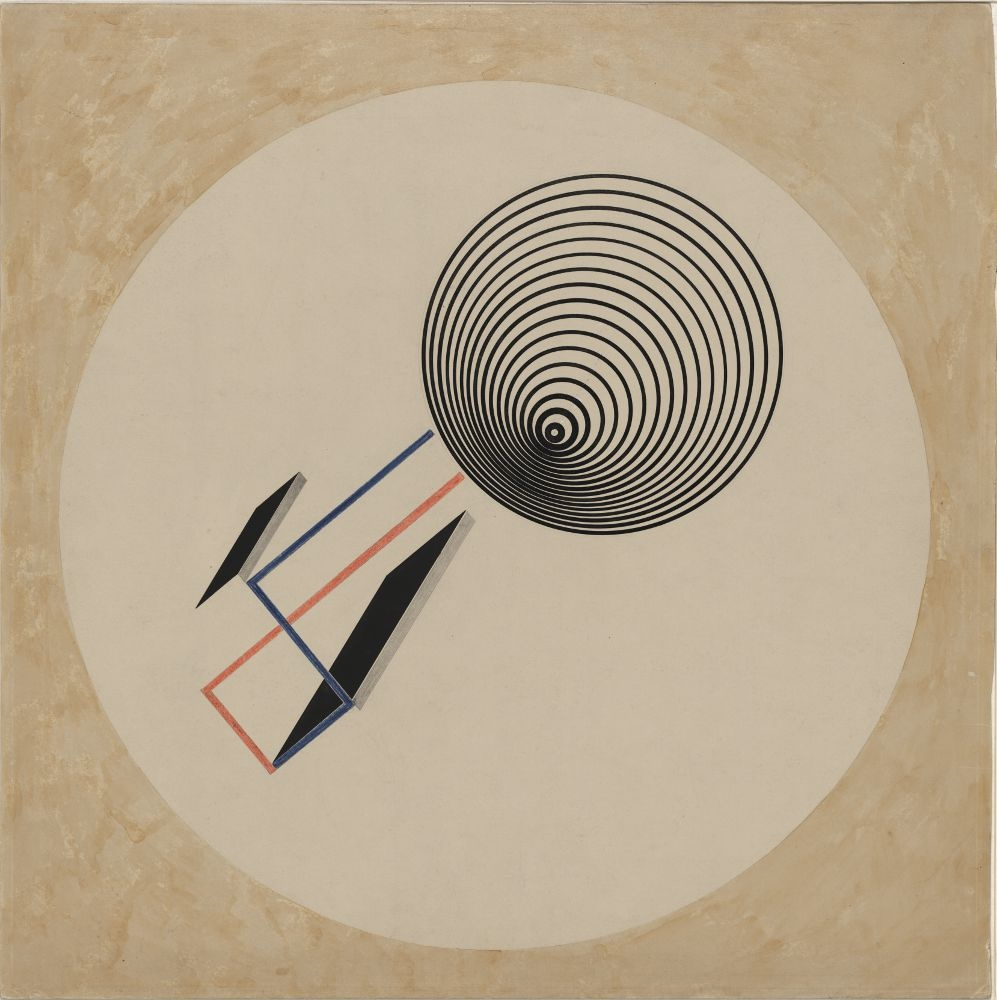
El Liszickij: Proun 93. (1923)
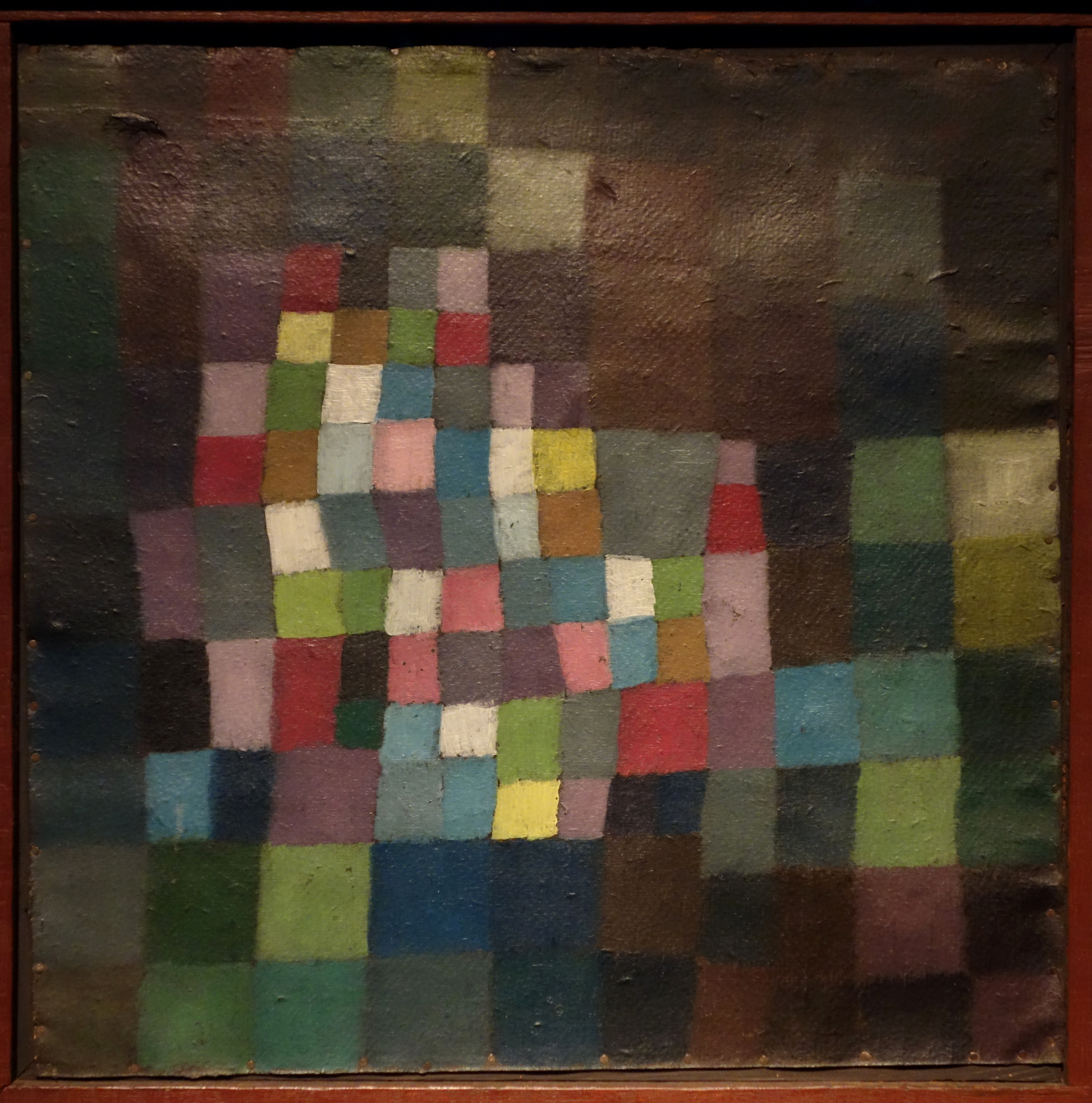
Paul Klee: Absztrakció, utalással egy virágzó fára. (1925)
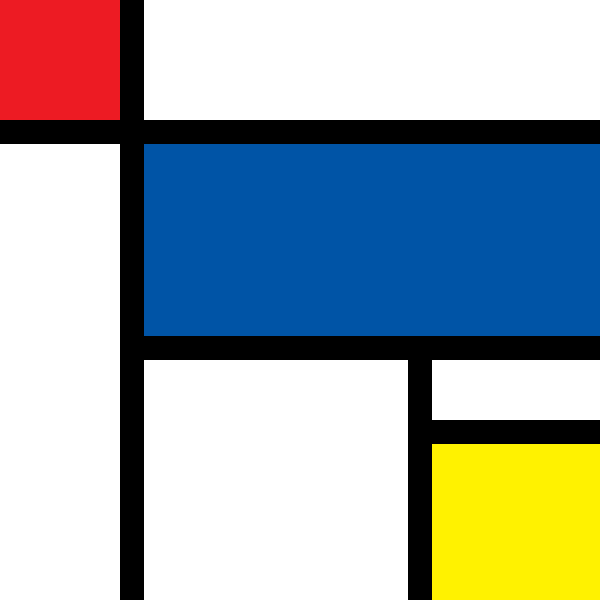
Mondrian stílusában-elvei alapján készült mű
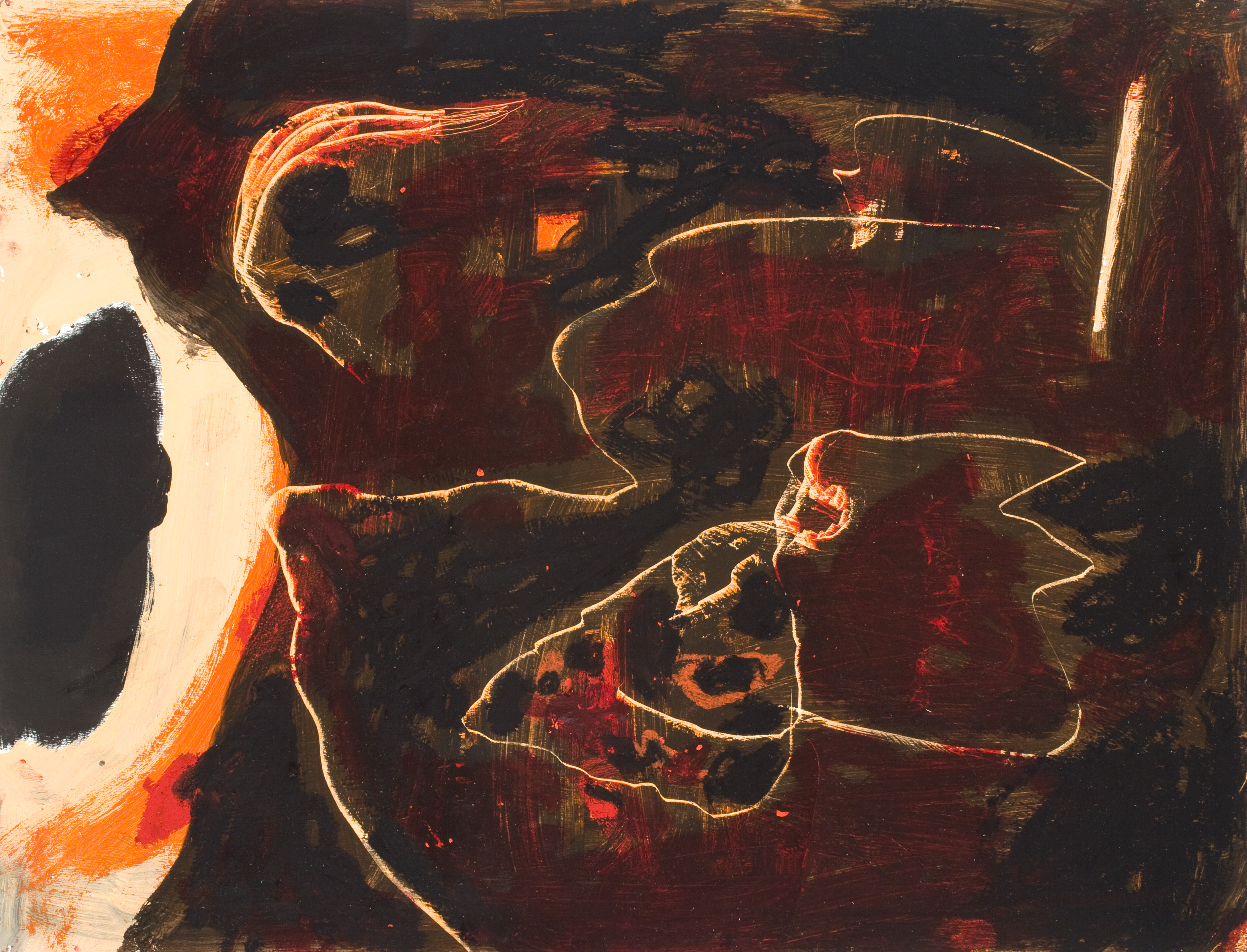
Klimó Károly: Újkori barlangrajz (2010)
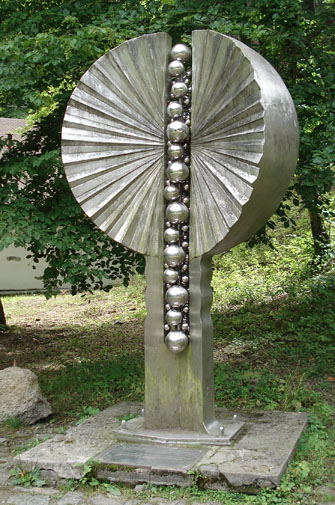
Újmassa - Miskolc, magyar-csehszlovák vaskohászati emlékmű
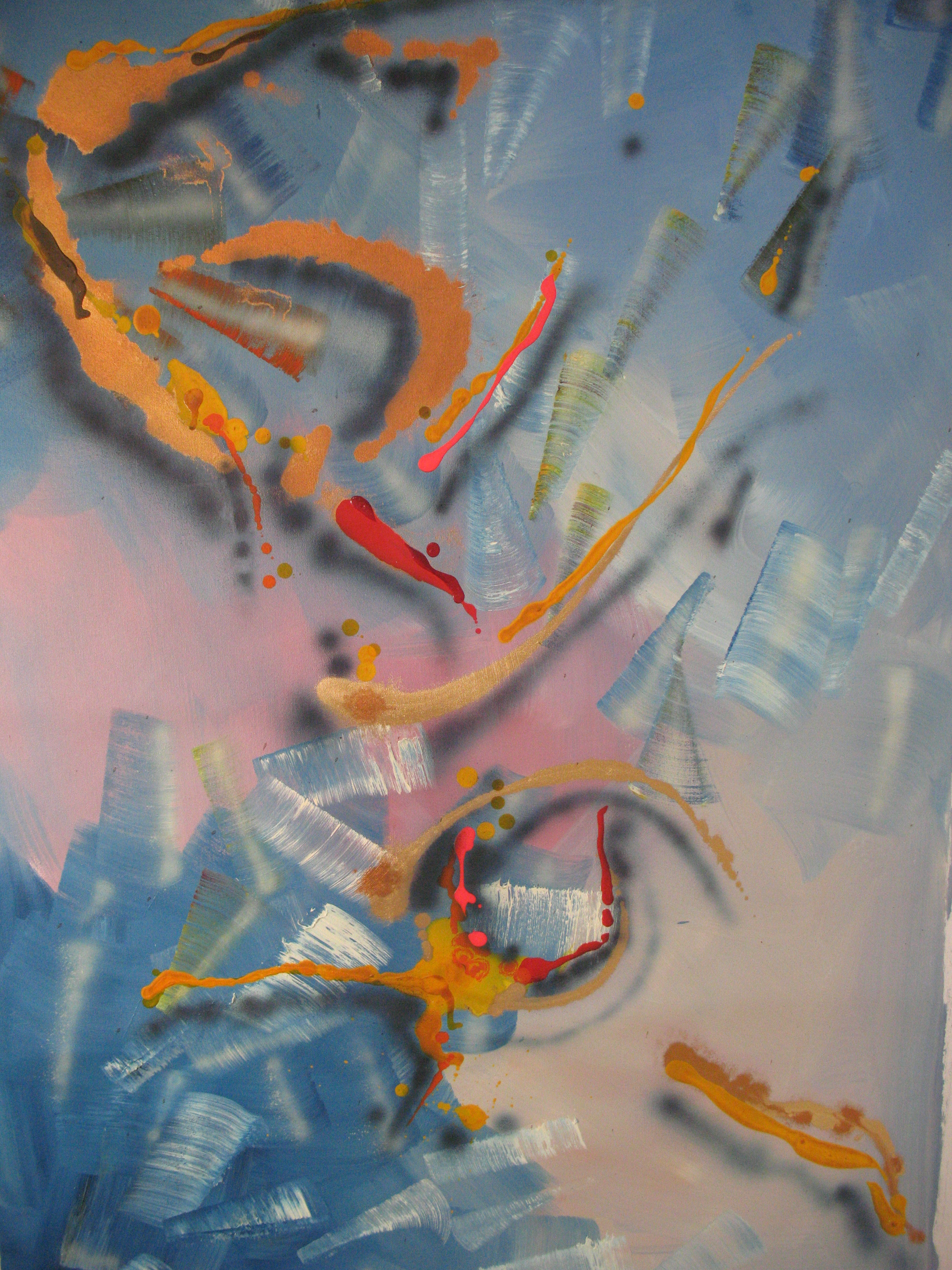
Waldemar Smolarek (cím nélkül)
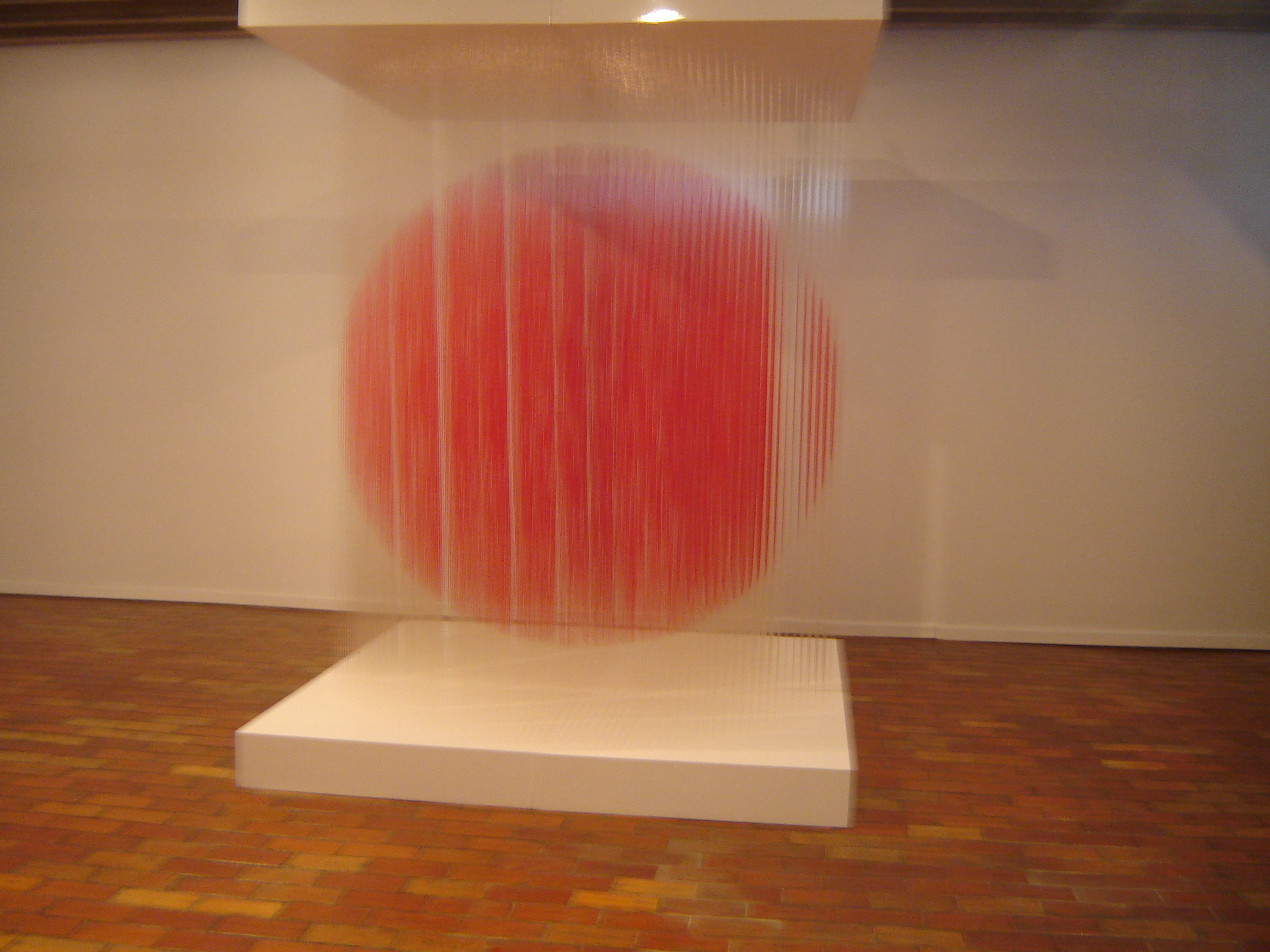
Jesús Soto: Gömb (2006?)

## Az absztraktság irányába mutató művészeti stílusok és iskolák

### Konstruktivizmus
- De Stijl
- geometrikus absztrakció
  - képarchitektúra
  - neoplaszticizmus
  - szuprematizmus
- MADI
- MA kör
- op-art
- Merz-művészet

### Lírai absztrakció
- orfizmus
- absztrakt expresszionizmus
  - akciófestészet
  - art informel
  - COBRA-csoport
  - color field painting
  - tasizmus

### Egyéb
- antiművészet
- absztrakt fotográfia
  - fotogram
- avantgarde
  - dadaizmus
  - expresszionizmus
  - futurizmus
  - kubizmus
  - posztimpresszionizmus
  - rayonizmus
- fraktálművészet
- shaped canvas painting
- szeriális festészet, systematic painting
- post-painterly abstraction
  - hard-edge painting
- Les Plasticiens

### Lexikális jellegű tudnivalók
- Artportal.hu: Analitikus művészet / konceptuális művészet Archiválva 2014. november 9-i dátummal a Wayback Machine-ben
- Mi ma a festészet? - blogbejegyzés, kiállítás-beszámoló
- W. J. T. Mitchell: Ut Pictura Theoria (az absztrakt festészet és nyelv). In: A képek politikája (Mitchell válogatott írásai, Ikonológia és műértelmezés sor. XIII. köt.; JATEPRESS 2008). Google könyv (részletek, korlátozott előnézet). 223-248. o. ISBN 978-963-482-897-6 . Hiv. beill.: 2014-10-27.
- Forgács Éva: Fekete négyzet és vörös négyzet.

### Képtárak honlapjai és online galériák, alkotások reprodukciói
- Fineartamerica.com - online művészeti portál
- Wikiart.com / abstract; abstract art „abstract” és „abstract art” keresőszóra vonatkozó találatok (~200 híres ill. kortárs nonfiguratív alkotás). Művészeti wikiwikiweb (kereskedelmi célú). Hiv. beill.: 2014-11-16.

### Érdekességek
- Busek - Pöschel - Schmidt - Steinmentz: Create your Own Kandinsky - Kandinszkij stílusú lézer-installációk létrehozása házfalakon interaktív, mozgásérzékelő, gesztus-irányította vetítőberendezés segítségével. Bemutató az anhalti Alkalmazott Tudományok egyetemén, a 15. Bauhaus Farbfest alkalmából (2012). Vimeo.com. Hiv. beill.: 2014-11-16.